# الثورة الإسلامية في إيران
الثورة الإيرانية أو الثورة الإسلامية الإيرانية (بالفارسية: انقلاب اسلامی ايران) هي ثورة نشبت في 7 يناير 1978 حتي 11 فبراير 1979 بمشاركة فئات مختلفة من الناس وحولت إيران من نظام ملكي، تحت حكم الشاه محمد رضا بهلوي الذي كان مدعوما من الولايات المتحدة واستبدلته في نهاية المطاف بالجمهورية الاسلامية عن طريق الاستفتاء في ظل المرجع الديني آية الله روح الله الخميني، قائد الثورة بدعم من العديد من المنظمات اليسارية والإسلامية. والحركات الطلابية الإيرانية.
كانت للشخصيات ذات التوجه الإسلامي دور بارز ووجود كبير في هذه الثورة المضادة للحكم الملكي والتي سمّاها الخميني ب«الثورة الإسلامية». بالإضافة إلى الإسلام السياسي أو الإسلاموية، شاركت أيديولوجيات مختلفة في هذه الثورة، مثل الاشتراكية والليبرالية والقومية. لقد كانت الثورة الإسلامية في إيران أول ثورة ناجحة أدّت إلى حكم الإسلام السياسي الشيعي والأصولية في المنطقة.
بدأت المظاهرات ضد الشاه في أكتوبر 1977، وتطورت إلى حملة المقاومة المدنية التي تشمل كلا من العناصر العلمانية والدينية واشتدّت في يناير كانون الثاني عام 1978. الإضرابات والمظاهرات شلت البلاد بين شهري أغسطس وديسمبر من عام 1978. غادر الشاه إيران إلى المنفى يوم 16 يناير عام 1979، كالملك الفارسي الماضي، وترك مهامه إلى مجلس الوصاية (المجلس الملكي) ورئيس الوزراء للمعارضة. عاد آية الله الخميني إلى طهران بعد 14 عاماً من النفي في 1 فبراير 1979مـ متلقّيا ترحيبات عدة ملايين الإيرانيين انهار الحكم الملكي بعد فترة وجيزة (عشرة أيام) في 11 فبراير ما يسمّي في إيران بعشرة الفجر.

## خلفية
الأسباب التي أدت إلى حدوث الثورة وطابعها الشعبي والقومي والإسلامي في وقت لاحق تشمل رد فعل متحفظ ضد الجهود التغربية والعلمانية للشاه المدعوم من الغرب، وارتفاع في التوقعات الناجمة عن عائدات النفط عام 1973 مـ وبرنامج اقتصادي مفرط الطموح، والغضب بسبب انكماش اقتصادي قصير وحاد في 1977-78، وغيرها من أوجه القصور في النظام السابق.
نظام الشاه أصبح أكثر قمعية ووحشية. وفسادًا وبذخًا. كما عانت من أوجه قصور وظيفية أساسية أدت إلى اختناقات اقتصادية ونقص وتضخم. كان ينظر إلى الشاه من قبل الكثيرين على أنه مدين بالفضل لقوة غربية غير مسلمة (الولايات المتحدة). التي كانت ثقافتها تؤثر على إيران. وفي الوقت نفسه، قد يتضاءل دعم الشاه بين السياسيين والإعلام الغربيين - خاصة في ظل إدارة الرئيس الأمريكي جيمي كارتر - نتيجة لدعم الشاه لزيادات أسعار النفط في أوبك في وقت سابق من العقد. وعندما سن الرئيس كارتر سياسة حقوق الإنسان التي قالت إن البلدان المذنبة بانتهاكات حقوق الإنسان ستحرم من الأسلحة أو المساعدات الأمريكية، فقد ساعد ذلك على إعطاء بعض الإيرانيين الشجاعة لنشر الرسائل والالتماسات المفتوحة على أمل أن يكون القمع من جانب الحكومة قد تهدأ.
فالثورة التي حلت محل النظام الملكي لمحمد رضا شاه بهلوي مع الإسلاميين والخميني وليس مع زعيم وأيديولوجية أخرى، ترجع جزئيا إلى انتشار النسخة الشيعية من النهضة الإسلامية التي عارضت التغريب ورأت آية الله الخميني على النحو التالي على خطى من الإمام الشيعي الحسين بن علي والشاه في دور عدوّ حسين، يزيد. ومن العوامل الأخرى عدم تقدير حركة الخميني الإسلامية من قبل كل من حكم الشاه - الذي اعتبروه تهديدا طفيفا مقارنة بالماركسيين والاشتراكيين الإسلاميين - ومن جانب المعارضين للحكومة العلمانيين - الذين اعتقدوا أن الخمينيين يمكن تهميشهم.

## خلفية تاريخية

### ثورة التنباك
كان لرجال الدين الشيعة تأثير كبير على المجتمع الإيراني. أظهر رجال الدين أنفسهم في البداية قوة سياسية قوية في المعارضة للنظام الملكي مع ثورة التنباك لعام 1891. وفي 20 مارس 1890، منح ناصر الدين شاه امتيازًا للرائد جيرالد اف. تالبوت لاحتكار كامل لإنتاج التبغ وبيعه وتصديره لمدة خمسين عامًا. في ذلك الوقت استخدمت صناعة التبغ الفارسية أكثر من 200,000 شخص، وبالتالي شكّل الامتياز ضربة قوية للمزارعين والبازاريين الفارسيين الذين تعتمد سبل معيشتهم بشكل كبير على تجارة التبغ المربحة. كانت المقاطعات والاحتجاجات ضدها واسعة الانتشار وموسعة بسبب فتوى ميرزا حسن الشيرازي (مرسوم قضائي). وأخيرًا وجد ناصر الدين شاه نفسه عاجزًا عن وقف الحركة الشعبية وألغى الامتياز. كانت ثورة التنباك أول مقاومة إيرانية كبيرة ضد الشاه والمصالح الأجنبية، وكشف عن قوة الشعب وتأثير العلماء بينهم.

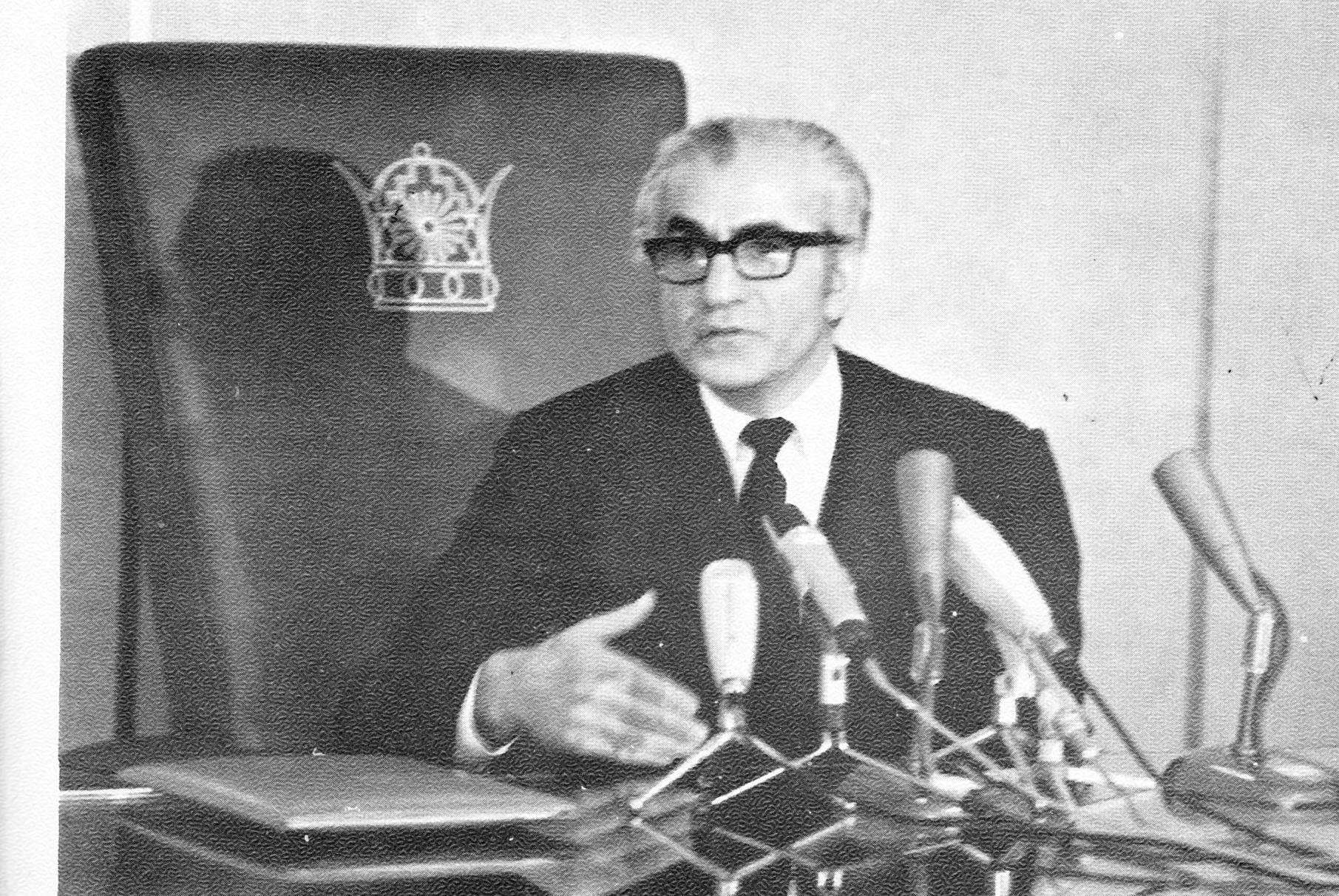
محمد رضا بهلوي شاه إيران. مؤتمر صحفي حول السياسات النفطية الدولية. قصر نِياوَران، طهران، 1971.

### ثورة دستورية فارسية
استمر الاستياء المتزايد حتى الثورة الدستورية (1905-1911). أدت الثورة إلى إنشاء برلمان (مجلس الشورى الوطني)والموافقة على الدستور الأول. وعلى الرغم من نجاح الثورة الدستورية في إضعاف الحكم الاستبدادي لنظام قاجار، إلا أنها فشلت في توفير حكومة بديلة قوية. ونتيجة لذلك، وفي غضون العقود التي تلت إنشاء البرلمان الجديد، وقع عدد من الأحداث الخطيرة. ويمكن النظر إلى العديد من هذه الأحداث على أنها استمرار للنضال بين الدستوريين وشاه بلاد فارس، وكان العديد منهم مدعومين من قوى أجنبية ضد البرلمان.

### رضا شاه
أدى انعدام الأمن والفوضى الذي تم إنشاؤه بعد الثورة الدستورية إلى ظهور الجنرال رضا خان، قائد لواء القوزاق الفارسي النخبة الذي استولى على السلطة في انقلاب في فبراير 1921. أسّس نظام ملكي دستوري، وقام بخلع آخر شاه من الأسرة القاجارية أحمد شاه قاجار في 12 ديسمبر 1925م وأنهى حكم القاجاريين وأدخل العديد من الإصلاحات الاجتماعية والاقتصادية والسياسية خلال فترة حكمه. وأدى عدد من هذه الإصلاحات إلى السخط العام الذي يوفّر الظروف لثورة إيرانية. والد محمد رضا بهلوي رضا شاه، استبدل القوانين الإسلامية بالقوانين الغربية، التي منعت الملابس الإسلامية التقليدية، وفصل الجنسين وارتداء الحجاب الكامل للنساء (الشادور). وقامت الشرطة بالقوة بإزالة ومزق شادورات النساء اللواتي قاومن حظره على الحجاب الشعبي. في عام 1935، قتل العشرات وجرح المئات في حادثة مسجد كوهرشاد. من ناحية أخرى، في بداية مبكرة من صعود رضا شاه، أسّس عبد الكريم الحائري اليزدي حوزة قم العلمية وخلق تغييرات هامّة في الحوزات العلمية. ومع ذلك، فإنه تجنّب الدخول في قضايا سياسية، كما فعل زعماء دينيون آخرون تابعوه. وبالتالي، لم ينظّم رجال الدين خلال حكم رضا شاه محاولات واسعة النطاق مناهضة للحكومة. لكن آية الله الخميني الذي عارض حكومة رضا شاه في المستقبل، كان طالبًا للشيخ عبد الكريم حائري.

### مصدق وشركة النفط الأنجلو الإيرانية (اليوم BP)
منذ عام 1901، كانت شركة النفط الأنجلو-فارسية (التي أعيدت تسميتها إلى شركة النفط الأنجلو-إيرانية عام 1931)، وهي شركة نفط بريطانية، تتمتع باحتكار بيع النفط الإيراني وإنتاجه. وكانت هذه التجارة البريطانية الأكثر ربحية في العالم. معظم الإيرانيين كانوا يعيشون في فقر في حين أن الثروة الناتجة عن النفط الإيراني لعبت دورًا حاسمًا في الحفاظ على بريطانيا في أعلى العالم. في عام 1951 تعهد رئيس الوزراء الإيراني محمد مصدق بطرد الشركة من إيران واستعادة احتياطيات النفط وتحرير إيران من القوى الأجنبية.
قام مصدق بتأميم شركة النفط الأنجلو-إيرانية وأصبح بطلا وطنيا. لكن البريطانيين كانوا غاضبين واتهموه بالسرقة. وطالب البريطانيون العقاب من قبل المحكمة العالمية والأمم المتحدة بإرسال سفن حربية إلى الخليج العربي وفرضوا حظرًا ساحقًا.
لم يكن مصدق متحمسا لحملة بريطانيا ضده. وذكرت صحيفة أوروبية فرانكفورتر نيو بريس، أن مصدق «يفضل القلي في النفط الفارسي على تقديم أدنى تنازلات للبريطانيين». فكر البريطانيون في غزو مسلح، ولكنّ الرئيس الأمريكي هاري ترومان رفض تأييده. وقرّر رئيس الوزراء البريطاني ونستون تشرشل انقلابًا. لكن مصدق علم خططهم وأمر بإغلاق السفارة البريطانية في أكتوبر 1952. وكان على الدبلوماسيين والوكلاء البريطانيين مغادرة البلاد.
طلب البريطانيون من ترومان المساعدة؛ لكن تعاطف ترومان مع الحركات القومية مثل مصدق ولم يكن لديه سوى ازدراء للإمبرياليين من الطراز القديم مثل أولئك الذين كانوا يديرون الأنجلو-إيراني. ولكن انتخاب دوايت أيزنهاور رئيسًا للولايات المتحدة في نوفمبر عام 1952 غيّر موقف الولايات المتحدة تجاه الصراع. في 20 يناير 1953، وزير الخارجية الأميركي جون فوستر دالاس وشقيقه، ألين ويلش دالاس مدير وكالة المخابرات المركزية (CIA)، قالا لنظرائهم البريطانيين أنّهم كانوا على استعداد للتحرك ضد مصدق. في نظرهم، فإن أي بلد غير متحالف حاسم مع الولايات المتحدة كان عدوًّا محتملًا. كان لدى إيران ثروة نفطية هائلة، وحدود طويلة مع الاتحاد السوفيتي، ورئيس وزراء قومي. سقوط في الشيوعية و «الصين الثانية» رعب الإخوة دالاس. وُلدت عملية أجاكس (انقلاب 1953 في إيران)، وأخرجت الحكومةَ الديمقراطية الوحيدة كانت لدى إيران من أي وقت مضى.

### انقلاب 1953 في إيران

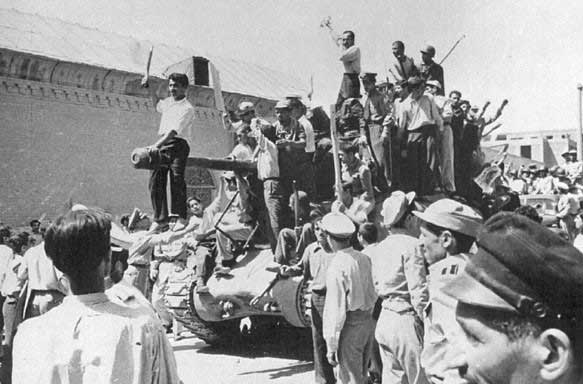
الدبابات في شوارع طهران، 1953

في عام 1941 تم خلع رضا شاه وتثبيت ابنه محمد رضا بهلوي من خلال غزو القوات البريطانية السوفياتية المتحالفة. في عام 1953، جاءت القوى الأجنبية (الأمريكية والبريطانية) مرة أخرى لمساعدة الشاه - بعد هروب الشاه من البلاد إلى إيطاليا - ساعدت جهاز الاستخبارات البريطاني (MI6) جاسوسًا في وكالة المخابرات المركزية الأمريكية في تنظيم انقلاب عسكري للإطاحة بالرئيس القومى المنتخب ديمقراطيًا محمد مصدق.
حافظ محمد رضا شاه بهلوى، وهو ابن رضا شاه، على علاقة وثيقة مع الحكومة الأمريكية، حيث أنّ كلا النظامين يتقاسمان معارضة لتوسيع الاتحاد السوفياتي، الجارّة الشمالية القوية لإيران. مثل حكومة والده، كان الشاه معروفا باستبداده، وتركيزه على التحديث والتغريب وتجاهله للدين. والتدابير الديمقراطية في الدستور الإيراني. هاجمت الجماعاتُ اليسارية والاسلامية حكومتَه (غالبا من خارج إيران كما تم قمعهم في الداخل) لانتهاك الدستور الإيراني، والفساد السياسي، والاضطهاد السياسي من قبل الشرطة السرية سافاك.

### الثورة البيضاء

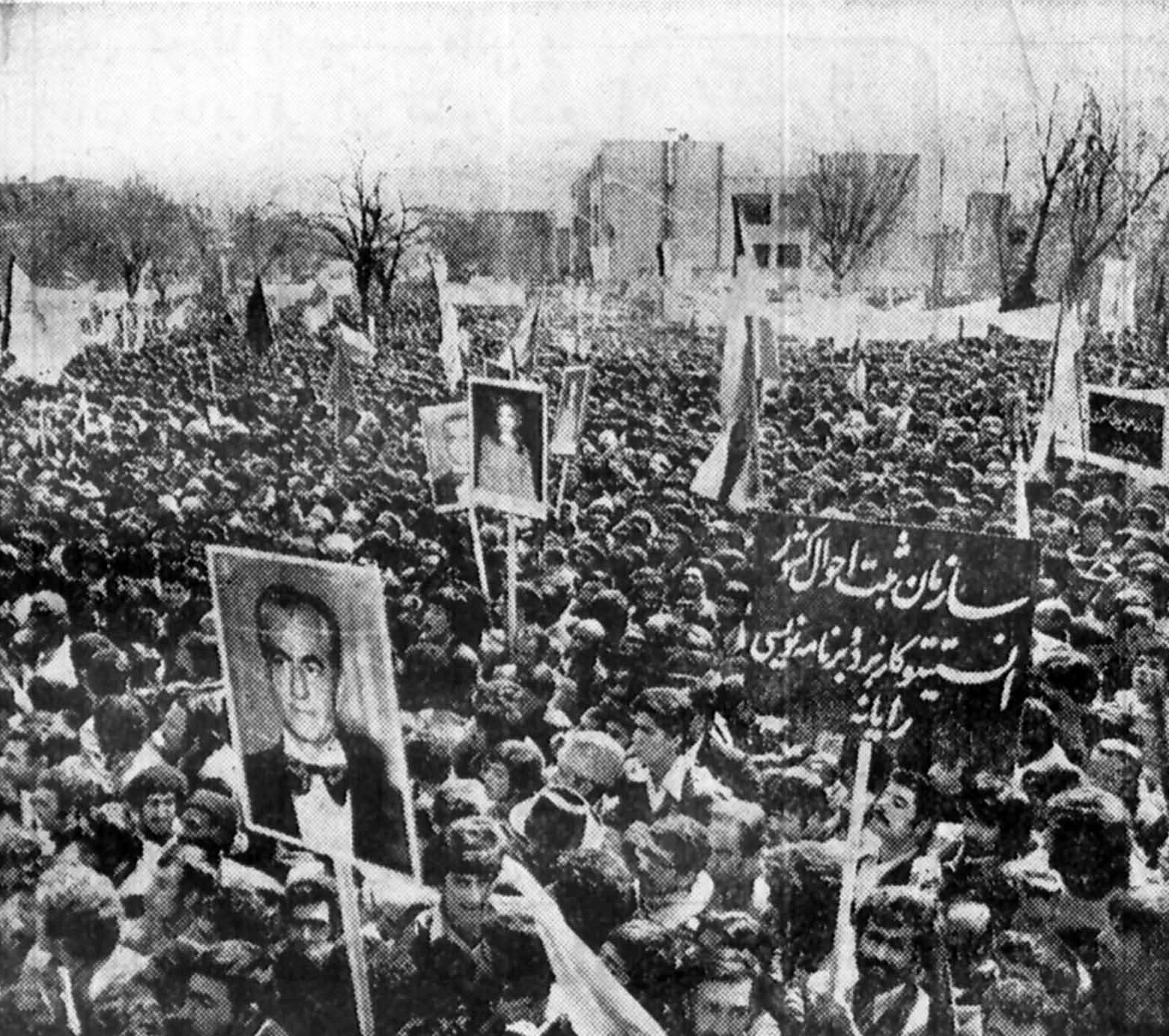
مظاهرة مؤيدة للشاه نظمها حزب الانبعاث في تبريز ، أبريل 1978.

الثورة البيضاء كانت سلسلة بعيدة المدى من الإصلاحات في إيران التي أطلقها في عام 1963 الشاه محمد رضا بهلوي واستمرت حتى عام 1978. تم بناء برنامج محمد رضا شاه للإصلاح خصوصا لإضعاف تلك الطبقات التي تدعم النظام التقليدي. وهي تتألف من عدة عناصر منها: الإصلاح الزراعي؛ مبيعات بعض المصانع المملوكة للدولة لتمويل الإصلاح الزراعي؛ وحق المرأة في التصويت؛ وتأميم الغابات والمراعي؛ تشكيل هيئة محو الأمية؛ ووضع خطط لتقاسم الأرباح للعاملين في الصناعة. أعلن الشاه الثورة البيضاء كخطوة نحو التحديث، ولكن ليس هناك شك في أنه كان لديه أيضا دوافع سياسية؛ كانت الثورة البيضاء وسيلة له لإضفاء الشرعية على سلالة بهلوي. وكان جزء من سبب إطلاق الثورة البيضاء هو أن الشاه يأمل في التخلص من نفوذ الملاك وخلق قاعدة جديدة من الدعم بين الفلاحين والطبقة العاملة. وهكذا شكلت الثورة البيضاء في إيران محاولة جديدة لإدخال الإصلاح من فوق والحفاظ على أنماط السلطة التقليدية. من خلال الإصلاح الزراعي، جوهر الثورة البيضاء، كان الشاه يأمل في أن يحالف نفسه مع الفلاحين في الريف، ويأمل في قطع علاقاتهم مع الأرستقراطية في المدينة.
ومن أجل إضفاء الشرعية على الثورة البيضاء، دعا الشاه إلى إجراء استفتاء وطني في أوائل عام 1963، صوت فيه 5,598,711 شخص لصالح الإصلاحات، وصوت 4,115 صوتا ضد الإصلاحات. ما لم يكن الشاه يتوقعه هو أن الثورة البيضاء تؤدي إلى توترات اجتماعية جديدة ساعدت في خلق العديد من المشاكل التي كان الشاه يحاول تجنّبها. وأدّى الإصلاح الزراعي، بدلًا من تحالف الفلاحين مع الحكومة، إلى إنتاج أعداد كبيرة من المزارعين المستقلين والعمال الذين لا يملكون أرضا والذين أصبحوا مدافع سياسية فضفاضة، دون شعور بالولاء للشاه. كما أشار إرفاند أبراهاميان إلى أن «الثورة البيضاء كانت مصمّمة لاستباق الثورة الحمراء، بل مهد الطريق لثورة إسلامية». على الرغم من أن الثورة البيضاء ساهمت في التقدم الاقتصادي والتكنولوجي لإيران، فإن فشل بعض برامج الإصلاح الزراعي والافتقار الجزئي للإصلاحات الديمقراطية، فضلًا عن العداء الشديد تجاه الثورة البيضاء من رجال الدين والملاك العقاريين من شأنها أن تسهم في نهاية المطاف إلى سقوط الشاه والثورة الإيرانية في عام 1979. كما أن الاستراتيجية الاقتصادية «للثورة البيضاء» لم تنجح كما هو مقصود. من الناحية النظرية، كان من المفترض أن تستخدم الأموال النفطية الموجهة إلى النخبة في خلق فرص العمل والمصانع، وتوزيع الأموال في نهاية المطاف، ولكن بدلًا من ذلك مالت الثروة إلى أن تتعثّر في الأعلى وتتركّز في أيدي عددٍ قليل جدًّا.

### صعود آية الله الخميني

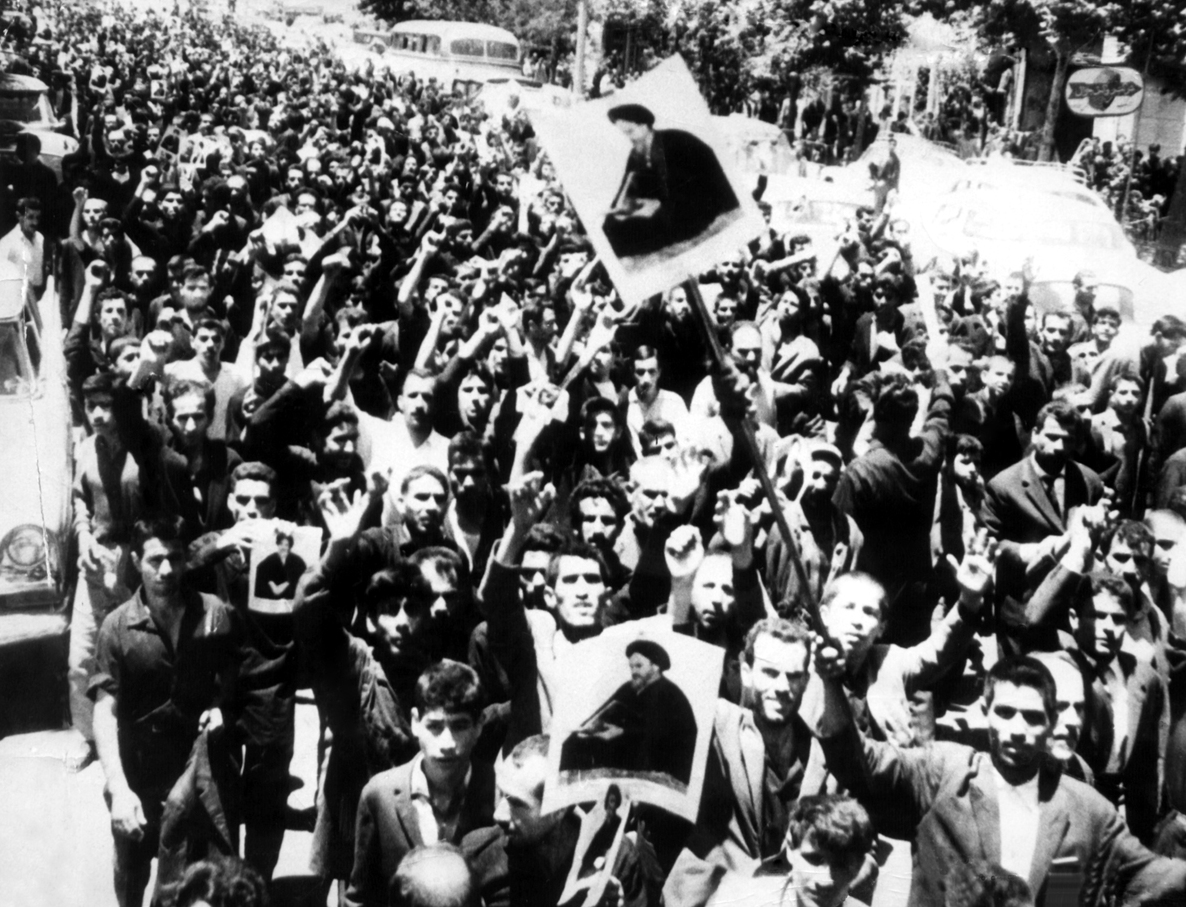
شعب طهران يحملون صور روح الله الخميني في المظاهرات - 5 يونيو 1963

وكان زعيم ما بعد الثورة - رجل الدين الشيعي آية الله روح الله الخميني - أول من حصل على مكانة سياسية في عام 1963 عندما قاد المعارضة للشاه وثورته البيضاء. واعتقل الخميني في العام 1963 بعد أن أعلن أن الشاه «رجل بائس ردئ» الذي «قد بدأ الطريق نحو تدمير الاسلام في إيران». تلت ثلاثة أيام من أعمال الشغب الرئيسية في جميع أنحاء إيران، مع مقتل 15,000 شخص من نيران الشرطة كما أفادت مصادر المعارضة. لكن المصادر المضادة للثورة تخمن أن 32 شخصا فقط قتلوا. أطلق سراح الخميني بعد ثمانية أشهر من الإقامة الجبرية واستمر في التحريض عليه، وأدان التعاون الإيراني الوثيق مع إسرائيل وحصانتها القضائية، أو تمديد الحصانة الدبلوماسية لموظفي الحكومة الأمريكية في إيران. في نوفمبر 1964 أعيد اعتقال الخميني وأرسل إلى المنفى حيث ظل لمدة 15 عامًا، حتى انتصار الثورة.

#### أيديولوجية الثورة الإيرانية
في هذه الفترة الانتقالية من «الهدوء الساخط» بدأ الإحياء الإيراني الناشئ في تقويض فكرة التغريب كتقدّم كان أساس حكم الشاه العلماني، وتشكيل أيديولوجية ثورة 1979. فكرة جلال آل أحمد عن نزعة التغريب -بأنها مجموعة الأعراض الغربية التي تطرأ على الحياة في جوانبها الثقافية والحضارية والفكرية من دون أن يكون لها أية جذور في التراث أو أي عمق في التاريخ وبدون أن يكون دخولها تدريجياً يسمح بالاستعداد لها - رؤية علي شريعتي للإسلام كمحرر حقيقي للعالم الثالث من الاستعمار القمعي، الاستعمار الحديث، والرأسمالية ورواية مرتضى مطهري الشائعة في الإيمان الشيعي، انتشرت جميعها واكتسبت المستمعين والقراء والمؤيدين. والأهم من ذلك أن الخميني بشر بأن الثورة، وخاصة الاستشهاد، ضد الظلم والاستبداد جزء من الإسلام الشيعي، وأنّ المسلمين يجب أن يرفضوا تأثير الرأسمالية الليبرالية والشيوعية على حد سواء، والأفكار التي ألهمت شعار الثورة «لا شرقية ولا غربية - الجمهورية الإسلامية». بعيدًا عن الرأي العام، طوّر الخميني عقيدة ولاية الفقيه (وصاية الفقيه) كحكومة، أنّ المسلمين - في الواقع الجميع - يتطلبون «الوصاية»، في شكل حكم أو إشراف من قبل الفقيه الإسلامي القيادي أو الفقهاء. هذه القاعدة كانت في نهاية المطاف «أكثر ضرورة حتى من الصلاة والصيام» في الإسلام لأنها من شأنها أن تحمي الإسلام من الانحراف عن الشريعة الإسلامية التقليدية والقضاء على الفقر والظلم و «نهب» الأرض الإسلامية من قبل الأجانب غير المؤمنين. هذه الفكرة من حكم الفقهاء الإسلاميين انتشرت من خلال كتابه الحكومة الإسلامية وولاية الفقيه، وخطب المساجد، وأشرطة الكاسيت المهربة تضمن خطابات الخميني، بين شبكة طلاب الخميني المعارضة (طلاب الحوزات العلمية)، والطلاب السابقين (رجال الدين القدامى مثل مرتضى مطهري ومحمد بهشتي، محمد جواد باهنر، أكبر هاشمي رفسنجاني ومحمد مفتح)، ورجال الأعمال التقليديين (البازاريين) داخل إيران.

#### الجماعات والمنظمات المعارضة
تضمنت الجماعات المعارضة الأخرى الليبراليين الدستوريين - حركة الحرية الإسلامية الديمقراطية والإصلاحية في إيران، برئاسة مهدي بازركان، والجبهة الوطنية العلمانية. وكانوا متمركزين في الطبقة الوسطى الحضرية، وأرادوا من الشاه الالتزام بالدستور الإيراني لعام 1906 بدلا من أن يحلّ محله ثيوقراطية، لكنّهم يفتقرون إلى التماسك والتنظيم الذَين يتمتّع بهما قوات الخميني. فالمجموعات الماركسية - في المقام الأول حزب توده الشيوعي في إيران ومنظمة فدائيو الشعب الإيراني - قد أضعفت بشكل كبير من جراء القمع الحكومي. وعلى الرغم من هذا، فإن المسلحين لعبوا دورًا هامًّا في الإطاحة النهائية في فبراير 1979. وأقوى جماعة حرب العصابات - حركة مجاهدي خلق - كانت يسارية إسلامية وعارضت تأثير رجال الدين كرجعية. بعض رجال الدين المهمين لم يتبعوا قيادة الخميني. أيّد آية الله محمود طالقاني اليسار، في حين أن آية الله الأكبر والأكثر تأثيرًا في إيران - محمد كاظم شريعتمداري - ظلّ أولًا بعيدًا عن السّياسة ثم خرج لدعم الثورة الديمقراطية.
عمل الخميني لتوحيد هذه المعارضة خلفه (باستثناء الماركسيين الملحدين غير المرغوب فيهم)، مع التركيز على المشاكل الاجتماعية والاقتصادية لحكومة الشاه (الفساد وعدم المساواة في الدخل والتنمية)، مع تجنب التفاصيل بين الجمهور التي قد تقسم الفصائل، - لا سيما خطته لحكم رجال الدين الذي يعتقد أن معظم الإيرانيين أصبحوا متحيزين نتيجة لحملة دعائية من قبل الإمبرياليين الغربيين.
في عهد ما بعد الشاه، بعض الثوار الذين اشتبكوا مع ثيوقراطيته وقمعتهم حركته اشتكوا من نهجه هذا، ولكن في الوقت نفسه تم الحفاظ على الوحدة ضد الشاه.

### 1970 - 1977
عدة أحداث في السبعينات مهّدت الطريق لثورة 1979.
هوجمت الذكرى السنوية 2500 التي نظمتها الحكومة لتأسيس الإمبراطورية الفارسية في 1971 في برسيبوليس بسبب إسرافها. «بينما كان الضيوف الأجانب يحظون بشرب محرم من الإسلام، فإنّ الإيرانيين لم يستبعدوا فقط من الاحتفالات، وكان البعض يتضورون جوعا.» بعد خمس سنوات أغضب الشاه المسلمين الإيرانيين المتدينين من خلال تغيير السنة الأولى للتقويم الشمسي الإيراني، من التقويم الهجري الإسلامي إلى صعود كورش الكبير إلى العرش. «قفزت إيران بين عشية وضحاها من العام الإسلامي 1355 إلى العام الملكي 2535».
وأدى ازدهار النفط في السبعينات إلى زيادة «مخيفة» في التضخم والإضاعة و «الفجوة المتسارعة» بين الأغنياء والفقراء والمدينة والريف، جنبا إلى جنب مع وجود عشرات الآلاف من العمال الأجانب المهرة لا تحظى بشعبية. كما شعر العديد من الإيرانيين بالغضب من حقيقة أن عائلة الشاه كانت المستفيد الأول من الدخل المتولد عن النفط، كما أن الخط الفاصل بين أرباح الدولة وعائدات الأسرة غير واضح. وبحلول عام 1976، تراكم الشاه مليار دولار من عائدات النفط، وقد تراكمت أسرته - بما في ذلك ثلاثة وستين أمير وأميرة تراكموا ما بين خمسة وعشرين مليار دولار؛ وتسيطر مؤسسة العائلة على ثلاثة مليارات دولار تقريبًا. بحلول منتصف عام 1977، أثرت تدابير التقشف الاقتصادي لمكافحة التضخم بشكل غير متناسب على آلاف المهاجرين الفقراء وغير المهرة إلى المدن التي تكثر فيها أعمال البناء. وذهب الكثيرون من المحافظين ثقافيًا ودينيًّا لتشكيل جوهر متظاهرين الثورة و«شهداءها».
كان مطلوبًا من جميع الإيرانيين دفع المستحقات والانضمام إلى حزب سياسي جديد - وهو حزب رستاخيز - وجميع الأحزاب الأخرى كانت محظورة. إن محاولة الحزب لمحاربة التضخم مع الحملات الشعبية «المناهضة لرفع الأسعار» - فرض غرامة على التجار وسجنهم لارتفاع الأسعار - أغضبت التجار وسيّسَتهم بينما دعمت الأسواق السوداء.
في عام 1977 رد الشاه على «تذكير مهذب» لأهمية الحقوق السياسية من قبل الرئيس الأمريكي الجديد، جيمي كارتر، من خلال منح العفو عن بعض السجناء والسماح للصليب الأحمر بزيارة السجون. من خلال عام 1977 المعارضة الليبرالية شكلت المنظمات وأصدرت رسائل مفتوحة تندّد بالحكومة. إزاء هذه الخلفية، ظهر في أكتوبر 1977 أول مظهر حاسم للتعبير العام عن السخط الاجتماعي والاحتجاج السياسي ضد النظام عندما استضافت الرابطة الثقافية الألمانية الإيرانية في طهران سلسلة من جلسات قراءة الأدب، التي نظمتها جمعية الكتاب الإيرانيين التي تم إحياءها حديثا ومعهد جوته الألماني. في هذه «الليالي العشر» 57 من أبرز الشعراء والكتاب الإيرانيين قرءوا أعمالهم لآلاف المستمعين. وطالبوا بإنهاء الرقابة وزعموا حرية التعبير.
شهد ذلك العام أيضا وفاة المفكر الإسلامي الحداثي الشعبي والمؤثر علي شريعتي. كل هذا غضب أتباعه، الذين اعتبروه شهيدًا على يد سافاك، وأزال منافسًا ثوريًا محتملًا للخميني. وأخيرا، توفي ابن الخميني مصطفى في 23 أكتوبر 1977 في النجف الأشرف، واعتبر كل من أتباع آية الله الخميني والشعب الإيراني أن وفاته مشبوهة بسبب الإعلان عنها أثناء احتجازه لدى الشرطة وتفيد تقارير مختلفة بأن عملاء سافاك كانوا متواجدين في مكان الحادث. وفاة مصطفى ألقى اللوم على سافاك مجدّدًا. كما أنّ الخدمة التذكارية اللاحقة لمصطفى الخميني في طهران وسائر المدن وضعت الخميني مرة أخرى في دائرة الضوء.

## الثورة

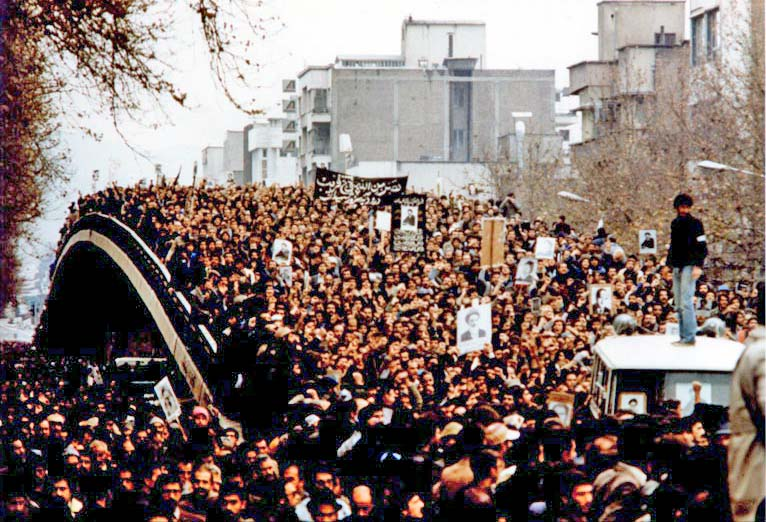
جانب من مظاهرات الثورة بطهران

### اندلاع
بحلول عام 1977، كانت سياسة الشاه جارية في التحرير السياسية. بدأ المعارضون العلمانيون للشاه يجتمعون سرًّا لإدانة الحكومة.
واجتمعت جمعية الكتاب الإيرانيين في معهد جوته في طهران بقيادة المفكر اليساري سعيد سلطان بور لقراءة الشعر المناهض للحكومة. أدّى وفاة علي شريعتي في المملكة المتحدة بعد فترة وجيزة إلى مظاهرة عامة أخرى، حيث اتهمت المعارضة الشاه بقتله (على الرغم من أنّه حكم في وقت لاحق أنه مات بشكل طبيعي من نوبة قلبية).
بدأت سلسلة الأحداث مع وفاة مصطفى الخميني، كبير المساعدين والابن الأكبر لروح الله الخميني الذي توفّي في منتصف الليل في 23 أكتوبر 1977. أعلن سافاك والحكومة العراقية عن نوبة قلبية كسبب للوفاة، على الرغم من أنّه اعتبر كل من أتباع آية الله الخميني والشعب الإيراني أن وفاته مشبوهة بسبب الإعلان عنها أثناء احتجازه لدى الشرطة وتفيد تقارير مختلفة بأن عملاء سافاك كانوا متواجدين في مكان الحادث. وبالتالي، نسبت وفاته إلى شرطة الشاه السرية، سافاك. وظلّ الخميني صامتًا بعد الحادث، ولكن مع انتشار الأخبار في إيران كانت هناك موجة من الاحتجاج في عدة مدن واحتفالات الحداد في مدن قم وطهران، ويزد، ومشهد، وشيراز وتبريز. أعطيت حداد مصطفى صبغة سياسية من قبل المؤهلات السياسية للخميني، معارضة دائمة للنظام الملكي ونفيهم. وهكذا أبعاد الاحتفالات تجاوزت المؤهلات الدينية للأسرة.

#### بداية الاحتجاجات
في 7 يناير 1978، ظهرت مقالة («إيران والاستعمار الأحمر والأسود») في صحيفة إطلاعات اليومية الوطنية، كتبت تحت اسم مستعار من قبل وكيل حكومي، وندد الخميني بأنه «عامل بريطاني» و«شاعر هندي مجنون» يتآمرون لبيع إيران إلى المستعمرين الجدد والشيوعيين.
وعند نشر المقال، اشتبك طلاب المدارس الدينية في مدينة قم، الذين غضبوا على إهانة الخميني، مع الشرطة. ووفقا للحكومة، قتل اثنان في الاشتباكات. وفقا للمعارضة، قتل سبعون وأصيب أكثر من خمسمائة شخص. غير أن أرقام الإصابات تختلف في مصادر مختلفة.

#### توطيد المعارضة
وفقا للعادات الشيعية، فإن الخدمات التذكارية (يشار إليها باسم الأربعين) تقام بعد أربعين يومًا من وفاة الشخص. بتشجيع من الخميني (الذي أعلن أن دماء الشهداء يجب أن تروي «شجرة الإسلام»)، أقيمت مراسيم من أجل إحياء ذكرى مقتل الطلاب، واستخدمت المناسبة لتوليد الاحتجاجات. وبهذه الطريقة أصبحت شبكة غير رسمية من المساجد والبازارات، والتي كانت تستخدم لسنوات لقيام الأحداث الدينية، موحدة على نحو متزايد كمنظمة احتجاجية منسقة. في 18 فبراير، بعد أربعين يوما من اشتباكات قم، اندلعت مظاهرات في شتى المدن. وكان أكبرها في تبريز، التي انحدرت إلى أعمال شغب واسعة النطاق. وقد اشتعلت النيران في الرموز الحكومية و«الغربية» مثل دور السينما والحانات والبنوك المملوكة للدولة ومراكز الشرطة. تم نشر وحدات من الجيش الإمبراطوري الإيراني إلى المدينة لاستعادة النظام، وبلغ عدد القتلى 6 وفقا للحكومة، في حين أن الخميني ادعى أنّ المئات استشهدوا.
بعد أربعين يوما (29 مارس)، نظمت مظاهرات في 55 مدينة على الأقل، بما في ذلك طهران لإحياء ذكرى مقتل المتظاهرين في تبريز. في نمط يمكن التنبؤ به بشكل متزايد، اندلعت أعمال الشغب القاتلة في المدن الكبرى، ومرة أخرى بعد أربعين يوما في 10 مايو. وأدّى ذلك إلى حادثة فتحت فيها الكوماندوز التابعة للجيش النار على منزل آية الله شريعتمداري، ممّا أسفر عن مقتل أحد تلاميذه. أصدر شريعتمداري إعلانا عامًا أعلن فيه تأييده ل«حكومة دستورية»، وعودة إلى سياسات دستور 1906.

##### رد فعل الحكومة
فوجئ الشاه بسبب الاحتجاجات. ممّا زاد الأمور سوءًا أنّه كثيرًا ما، أصبح غير حاسم في أوقات الأزمات. وعمليًا كلّ قرار رئيسي أصدره أعطى نتائج عكسية على حكومته وألهب الثوار. قرر الشاه الاستمرار في خطته للتحرير، وقرّر التفاوض بدلًا من استخدام القوة ضد حركة الاحتجاج التي كانت لا تزال ناشئة. ووعد باجراء انتخابات ديمقراطية كاملة للمجلس في عام 1979. وقد تمّ تخفيف الرقابة، وتمّت صياغة قرار للمساعدة في الحد من الفساد داخل العائلة المالكة والحكومة. وحوكم المحتجون في محاكم مدنية بدلا من المحاكم العسكرية، وسرعان ما أطلق سراحهم. لم تتلق قوات الأمن الإيرانية تدريبًا على مكافحة الشغب ولا معدات منذ عام 1963. ولم تتمكن قوات الشرطة من السيطرة على المظاهرات، وكثيرا ما تم نشر الجيش في هذا الدور. في أول امتياز وطني، حل محل رئيس سافاك المتشدد الجنرال نعمت الله نصيري مع الجنرال ناصر مقدم الأكثر اعتدالا. وتفاوضت الحكومة أيضا على بعض الزعماء الدينيين مثل شريعتمداري (اعتذر عن الأخير للهجوم على منزله).

#### أوائل الصيف
وبحلول الصيف، كانت الاحتجاجات منخفضة - حوالي عشرة آلاف مشارك في كل مدينة كبيرة (باستثناء أصفهان حيث كانت الاحتجاجات أكبر وطهران حيث كانت أصغر، احتجاج كلّ 40 يومًا). ورغم استمرار التوترات يبدو أن سياسة الشاه عملت، ممّا دفع جمشيد آموزغار إلى إعلان أن «الأزمة قد انتهت». وخلص تحليل لوكالة الاستخبارات المركزية إلى أن إيران «ليست في وضع ثوري أو حتى قبل الثورة». في الواقع، هذه الأحداث في وقت لاحق في إيران كثيرا ما يشار إليها باعتبارها واحدة من أكثر المفاجآت الاستراتيجية التبعية التي شهدت الولايات المتحدة منذ تأسيس وكالة المخابرات المركزية في عام 1947. وكعلامة على تخفيف القيود الحكومية، سمح لثلاثة من زعماء المعارضة البارزين من الجبهة الوطنية العلمانية: كريم سنجابي وشابور بختيار وداريوش فروَهَر بكتابة رسالة مفتوحة للشاه يطالبون بها السيادة وفقا لدستور إيران.

### تجدّد الاحتجاجات

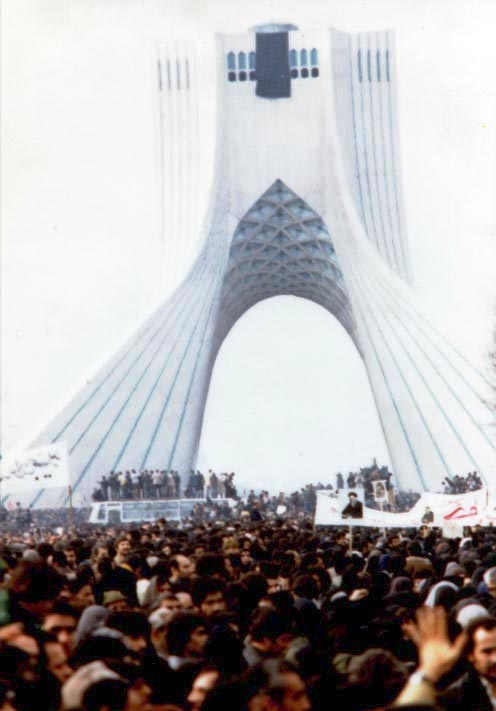
مظاهرة عاشوراء عام 1978 في ساحة الحرية، طهران، خلال الثورة الإسلامية

#### حادثة سينما ريكس عبادان
في 19 أغسطس 1978، اشتعلت النيران في سينما ريكس في مدينة عبادان الجنوبية الغربية بإيران، ممّا أسفر عن مقتل 422 شخصا حتى الموت. بدأ هذا الحدث عندما منع أربعة رجال متعمدون الأبواب وغرق المكان مع البنزين قبل وضعه في الاشتعال. وجّه الخميني اللوم على الشاه وسافاك كما حمل الجمهور أيضا الشاه على بدء اشتعال النار واعتبروها خطوة منحرفة لتشويه سمعة الثوار، على الرغم من إصرار الحكومة على عدم مشاركتها. فخرج عشرات الآلاف من الناس إلى الشوارع وهم يهتفون «حرق الشاه!» و «الشاه هو المذنب!». في حين أنّ الحكومة الإيرانية الحاكمة اتّهمت في البداية وأفادت فيما بعد أن «الماركسيين المسلمين» اشتعلوا النار. وقال هنری بركت ضابط الشؤون السياسية والعسكرية بالسفارة الأمريكية في طهران في الفترة من 1972 إلى 1976 ومسؤول مكتب إيران في وزارة الخارجية الأمريكية في الفترة من 1978 إلى 1981: «في ذلك الوقت، لقد حصلنا على تقرير موجز جدّا - في جمل قليلة - من وسيط وكالة المخابرات المركزية في سافاك أن الأخير كان مسؤولا عن الحادثة.»

#### تعيين جعفر شريف الإمامي رئيسا للوزراء
بحلول أغسطس، كانت الاحتجاجات «قد بدأت في العتاد العالي»، وتزايد عدد المتظاهرين إلى مئات الآلاف. وفي محاولة لتخفيف حدة التضخم، خفضت إدارة أموزيغار الإنفاق وخفضت الأعمال التجارية، لكن التخفيضات أدت إلى ارتفاع حاد في تسريح العمال - لا سيما بين الشباب، وغير المهرة، والعمال الذكور الذين يعيشون في مناطق الطبقة العاملة. بحلول صيف 1978، انضمت الطبقة العاملة إلى احتجاجات الشوارع بأعداد هائلة. بالإضافة إلى ذلك، كان شهر رمضان الفضيل الإسلامي، مما أدى إلى الشعور بزيادة التدين بين كثير من الناس.
اندلعت سلسلة من الاحتجاجات المتصاعدة في المدن الكبرى، اندلعت أعمال شغب مميتة في أصفهان حيث حارب المتظاهرون لإطلاق سراح آية الله جلال الدين طاهري. وأعلن القانون العرفي في المدينة في 11 أغسطس رمزًا للثقافة الغربية وأحرقت المباني الحكومية، كما قصفت حافلة مليئة بالعمال الأمريكيين. وبسبب فشله في وقف الاحتجاجات، عرض رئيس الوزراء جمشيد آموزغار استقالته. وشعر الشاه بشكل متزايد بأنه يفقد السيطرة على الوضع وأمل في استعادته من خلال الاسترضاء الكامل. قرر تعيين جعفر شريف الإمامي لمنصب رئيس الوزراء، وهو رئيس وزراء مخضرم. تم اختيار إمامي بسبب روابطه العائلية مع رجال الدين، لكن كان له سمعة الفساد خلال فترة رئاسته السابقة. وبموجب توجيه الشاه، بدأ شريف الإمامي على نحو فعال سياسة «استرضاء مطالب المعارضة قبل جعلهم إياها». فألغت الحكومة حزب رستاخيز، وأضفت الشرعية على جميع الأحزاب السياسية وأطلقت سراح السجناء السياسيين، وزادت من حرية التعبير، وقلصت سلطة سافاك، ورفضت 34 من قادتها، وأغلقت الكازينوهات والنوادي الليلية، وألغت التقويم الإمبراطوري. وبدأت الحكومة أيضا في مقاضاة الحكومة الفاسدة وأعضاء الأسرة المالكة. دخل شريف الإمامي في مفاوضات مع آية الله شريعتمداري وزعيم الجبهة الوطنية كريم السنجابي للمساعدة في تنظيم الانتخابات في المستقبل. وقد تم إنهاء الرقابة بشكل فعال، وبدأت الصحف في تقديم التقارير بشكل كبير عن المظاهرات، وغالبا ما تكون شديدة الخطورة والسلب للشاه. كما بدأ المجلس (البرلمان) في إصدار قرارات ضد الحكومة.

#### إعلان الأحكام العرفية والجمعة السوداء

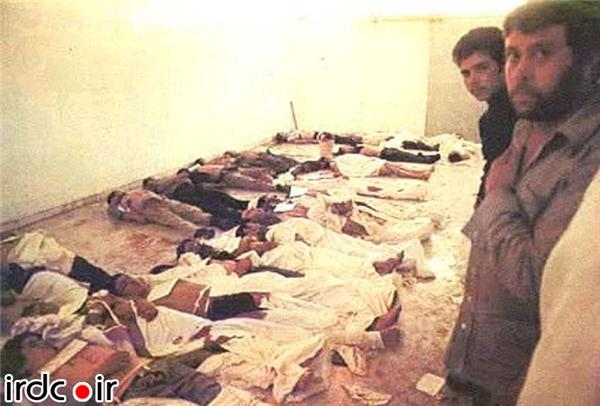
ضحايا الجمعة السوداء

4 سبتمبر كان عيد الفطر، عطلة احتفال نهاية شهر رمضان. وتم منح رخصة للصلاة في الهواء الطلق، حيث حضر 200,000-500,000 شخص. وجّه رجال الدين الحشد في مسيرة كبيرة من خلال مركز طهران (شوهد الشاه شاهدًا المسيرة من مروحيته، قلق ومتحيّر). حدثت احتجاجات أكبر في 7 سبتمبر في طهران حيث حضر أكثر من نصف مليون شخص وكانت أكبر تجمع في إيران حتى ذلك الحين. وهتف المتظاهرون شعارات مثل «الموت لملكية بهلوي» وللمرة الأولى دعا المتظاهرون إلى عودة آية الله الخميني وإقامة جمهورية إسلامية.
وفي منتصف الليل في 8 سبتمبر، أعلن الشاه عن الأحكام العرفية في طهران و11 مدينة رئيسية أخرى - کرج، قم، تبریز، مشهد، اصفهان، شيراز، عبادان، أهواز، قزوين، جهرم وكازرون - في جميع أنحاء البلد. وحظرت جميع مظاهرات الشوارع، وتم فرض حظر التجوّل ليلًا. وكان قائد القانون العرفي في طهران الجنرال غلام علي أوِيسي الذي كان معروفا ب«جزّار إيران». ومع ذلك، أوضح الشاه أنه بمجرد رفع الأحكام العرفية فإنه يعتزم مواصلة التحرير، واحتفظ بحكومة شريف الإمامي المدنية، على أمل أن يتجنب المتظاهرون أخذ الشوارع.
مع ذلك، خرج 5000 متظاهر إلى الشوارع، إما في تحدّ أو لأنهم فقدوا الاستماع إلى الإعلان، وواجهوا مع الجنود في ساحة الجالة. بعد فشل الطلقات التحذيرية في تفريق الحشد، أطلقت القوات النار مباشرة على الغوغاء، مما أسفر عن مقتل 64، وادعى الجنرال أويسي أنّ 30 جنديا قتلوا على يد قناصة مسلحين في المباني المحيطة. وأدت الاشتباكات الأخرى على مدار اليوم (والتي أطلق عليها المعارضة الجمعة السوداء) إلى مقتل عدد من المعارضة إلى 89.

##### ردود الفعل إلى الجمعة السوداء
قد صدمت الوفيات البلاد، وألحقت أضرارًا بأي محاولة للمصالحة بين الشاه والمعارضة. في البداية، ذكرت وسائل الإعلام الغربية والمعارضة أن عدد الضحايا بلغ «15000 ما بين قتيل وجريح»، على الرغم من أن تقارير المسؤولين بالحكومة الإيرانية ذكرت أن حوالي 86 شخصًا لقوا حتفهم في طهران خلال اليوم بأكمله. وذكر ميشيل فوكو، صحفي فرنسي لديه مصادره دائمًا، أن عدد القتلى يتراوح بين 2000 إلى 3000 قد سقطوا في ميدان جاليه، ثم ارتفع الرقم فيما بعد ليصل إلى 4000 متوفٍ. أما مراسل البي بي سي في إيران: أندرو وايتلي فقد ذكر أن عدد القتلى بلغ الآلاف. كما أعلنت القيادة الدينية أن «الآلاف قد قتلوا على يد القوات الصهيونية.» وهذا أعطاها ذريعة لرفض أي حل وسط آخر مع الحكومة.
الشاه نفسه كان مرعبا من أحداث الجمعة السوداء، وانتقد بشدة الأحداث، على الرغم من أن هذا لم يفعل سوى القليل من التأثير في التصور العام له باعتباره مسؤولا عن إطلاق النار. وفي الوقت الذي بقيت فيه الأحكام العرفية سارية المفعول، قررت الحكومة عدم تفكيك أي مظاهرات أو إضرابات أخرى (في الواقع «الأحكام العرفية دون وجود قانون عسكري صارم»، بحسب شريف إمامي)، بدلا من ذلك مواصلة التفاوض مع قادة الاحتجاجات. ونتيجة لذلك، غالبا ما كانت التجمعات الاحتجاجية تحدث دون تدخل جدي من قبل الجنود.

### الإضراب العام، المعارضة المتزايدة، والحكومة العسكرية

#### الإضرابات على الصعيد الوطني
وفي 9 سبتمبر، أضرب 700 عامل في مصفاة النفط الرئيسية في طهران، وفي 11 سبتمبر حدث نفس الشيء في مصافي التكرير في 5 مدن أخرى. وفي 13 سبتمبر، قام عمال الحكومة المركزية في طهران بإضراب في وقت واحد. وبحلول أواخر أكتوبر، تم الإعلان عن إضراب عام في جميع أنحاء البلاد، حيث أن العمال في جميع الصناعات الرئيسية تقريبا خرجوا من وظائفهم والأكثر ضررًا في صناعة النفط ووسائل الإعلام المطبوعة. وأنشئت «لجان إضراب» خاصة في جميع الصناعات الرئيسية لتنظيم وتنسيق الأنشطة. الشاه لم يحاول القضاء على المضربين، ولكن بدلا من ذلك أعطاهم زيادات سخية في الأجور، وسمح للمضربين الذين يعيشون في مساكن حكومية بالبقاء في منازلهم. وبحلول مطلع نوفمبر، كان العديد من المسؤولين المهمين في حكومة الشاه يطالبون بتدابير الشاه القوية لإعادة المضربين إلى العمل.

#### ينتقل الخميني إلى الغرب

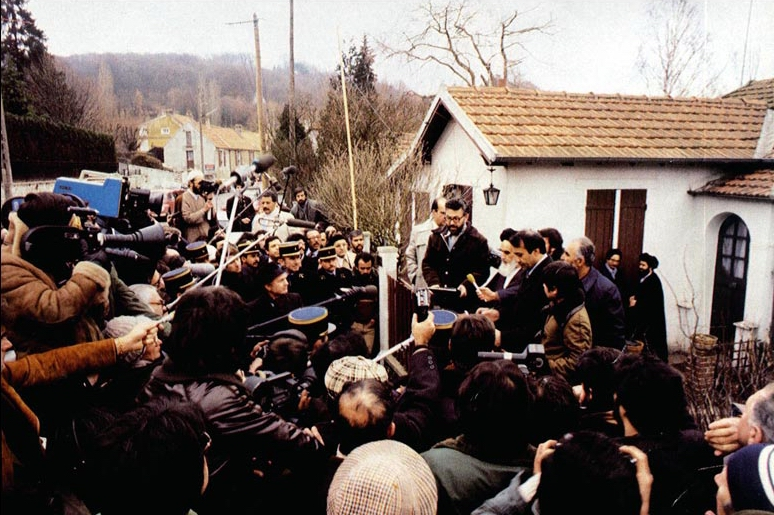
روح الله الخميني في نوفل لوشاتو والذي يحيط به الصحفيون

على أمل كسر اتصالات الخميني مع المعارضة، ضغط الشاه على الحكومة العراقية لطرده من النجف. غادر الخميني العراق وانتقل إلى منزل اشترى من قبل المنفيين الإيرانيين في قرية نوفل لوشاتو، بالقرب من باريس، فرنسا. وكان الشاه يأمل في أن ينقطع الخميني عن حوزات النجف العلمية ومساجدها وأن ينقطع عن حركة الاحتجاج. في حين أن الخطة تراجعت على نحو سيئ. وبفضل اتصال هاتفي فرنسي ممتاز وروابط بريدية (بالمقارنة مع العراقية منها)، قام مؤيدوه بإغراق إيران بأشرطة وتسجيلات خطاباته. والأسوأ بالنسبة للشاه، وسائل الإعلام الغربية وضعت على الفور الخميني في دائرة الضوء. وسرعان ما أصبح الخميني اسما مألوفا في الغرب، وقال بأنّه لم يسعى إلى السلطة، ولكنّه سعى بدلا من ذلك إلى «تحرير» شعبه من «القمع».
في نوفمبر، توجه زعيم الجبهة الوطنية العلمانية كريم سنجابي إلى باريس للقاء الخميني. ووقع الجانبان اتّفاقا لمشروع دستور سيكون «إسلاميًا وديمقراطيًا». وأشار إلى التحالف الرسمي الآن بين رجال الدين والمعارضة العلمانية. وضع الخميني شخصيات غربية (مثل صادق قطب زاده وإبراهيم يزدي) كناطقين باسم المعارضة العامة وعندما سأله الصحفيون الأوروبيون عمّا سيحل محل النظام الملكي، استخدم الخميني مصطلح «الجمهورية الإسلامية» للمرة الأولى، بدلا من «الحكومة الإسلامية» المعتاد.

#### استمرار الصراع وتعيين حكومة عسكرية
واستمرت المظاهرات في الشوارع بكامل طاقتها دون رد يذكر من الجيش؛ وبحلول أواخر أكتوبر، تنازل المسؤولون الحكوميون على نحو فعال عن جامعة طهران إلى المتظاهرين الطلاب. والأسوأ من ذلك أن المعارضة أصبحت تزداد تسليحا بالأسلحة وتطلق النار على الجنود وتهاجم المصارف والمباني الحكومية. وفي 5 نوفمبر، أصبحت المظاهرات في جامعة طهران مميتة بعد اندلاع معركة مع جنود مسلحين. وفي غضون ساعات، اندلعت طهران في أعمال شغب واسعة النطاق. تم الاستيلاء على كتل من الرموز الغربية مثل دور السينما والمتاجر، فضلا عن المباني الحكومية والشرطة، ونهبها وإحراقها. وحرقت السفارة البريطانية في طهران جزئيا وتعرضت للاعمال التخريبية أيضا، وقد عانت السفارة الأمريكية تقريبا من نفس المصير (أصبح هذا الحدث معروفا للمراقبين الأجانب «يوم حرق طهران»).
مع خروج الوضع عن السيطرة في الشوارع، بدأت العديد من الشخصيات المعروفة وذات السمعة الطيبة داخل البلاد بالاقتراب من الشاه، متسولين له لوقف الفوضى. وفي 6 نوفمبر، أقال الشاه شريف إمامي من منصب رئيس الوزراء، واختار تعيين حكومة عسكرية في مكانها وتم اختيار الجنرال غلام رضا أزهرى رئيسا للوزراء بسبب نهجه المعتدل في التعامل مع الوضع. وفي اليوم نفسه، ألقى الشاه خطابا على التلفزيون الإيراني. وأشار إلى نفسه على أنه بادِشاه (الملك)، بدلًا من شاهَنشاه (ملك الملوك) أكثر، الذي كان يصرّ على أن يسمّى سابقًا. في كلمته قال «لقد سمعت صوت ثورتكم»... «هذه الثورة لا يمكن إلا أن تدعم مني، ملك إيران». اعتذر عن الأخطاء التي ارتكبت خلال فترة حكمه، ووعد بضمان عدم وجود الفساد. وقال إنه سيبدأ العمل مع المعارضة لتحقيق الديمقراطية، وسيشكّل حكومة ائتلافية.
ظهر الخطاب عندما شعر الثوار بالضعف من الشاه و«رائحة الدم». وأعلن الخميني أنه لن تكون هناك مصالحة مع الشاه ودعا جميع الإيرانيين إلى الإطاحة به. وقد اعلنت السلطات العسكرية قانونا عسكريا في مقاطعة خوزستان (المقاطعة الرئيسية المنتجة للنفط في إيران) ونشرت قواتها في منشآتها النفطية. كما استخدم أفراد البحرية كقوة ضربة في صناعة النفط. وانخفضت مسيرات الشوارع، وبدأ إنتاج النفط يتزايد مرة أخرى، ووصل إلى مستويات ما قبل الثورة تقريبا. في ضربة رمزية للمعارضة، اعتقل كريم سنجابي، الذي زار الخميني في باريس، لدى عودته إلى إيران. مع ذلك، واصلت الحكومة سياسة الاسترضاء والتفاوض. أمر الشاه بإلقاء القبض على 100 مسؤول من حكومته بتهم الفساد، بمن فيهم رئيس الوزراء السابق أمير عباس هويدا ورئيس سافاك السابق نعمة الله نصيري.

### احتجاجات محرم

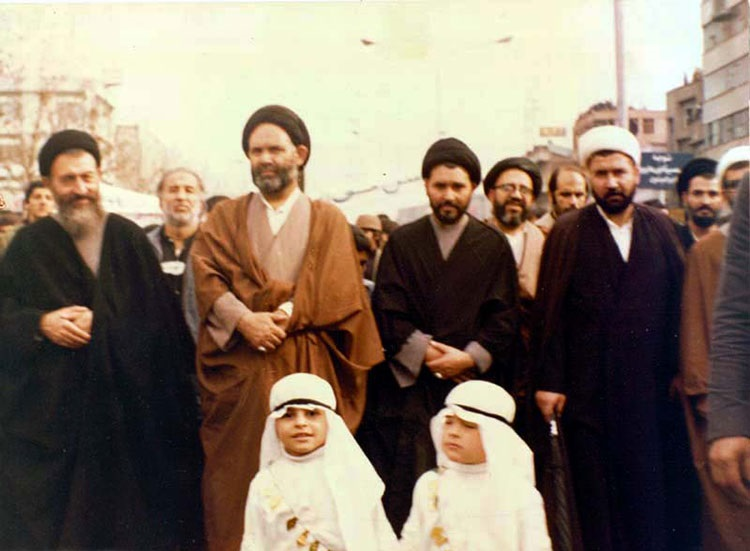
محمد بهشتي يشارك في احتجاجات يوم عاشوراء - طهران - 11 ديسمبر 1978.

أدان الخميني الحكومة العسكرية ودعا إلى استمرار الاحتجاجات. وكان منظّمو الاحتجاجات يخططون لسلسلة من الاحتجاجات المتصاعدة خلال شهر محرم الإسلامي، تتوج باحتجاجات واسعة في أيام تاسوعاء وعاشوراء احياء لذكرى استشهاد الإمام الحسين بن علي (ع)، الإمام الثالث عند الشيعة). بينما حظرت السلطات العسكرية مظاهرات الشوارع ومددت حظر التجول، واجه الشاه مخاوف عميقة بشأن العنف المحتمل.
في الثاني من ديسمبر 1978، بدأت احتجاجات محرم وسمّت بهذا الاسم بسبب أنها بدأت في شهر محرم الإسلامي. كانت احتجاجات محرم ضخمة ومحورية بشكل لافت. وقد خرج أكثر من مليوني متظاهر إلى الشوارع، يتزاحمون في ساحة شهياد (ساحة الحرية حاليا). وكثيرًا ما خرج المتظاهرون ليلًا، رافضين حظر التجوال المحدود (غالبًا ما يتّجهون إلى أسطح المنازل ويصرخون «الله أكبر»)، وأبلغت الحكومة عن 12 حالة وفاة على الأقل. وفي قزوين، ظل عدد من المتظاهرين تحت الدبابات وقتلوا.
طالب المتظاهرون بأن يتنحى شاه محمد رضا بهلوي من السلطة وأن يعيد آية الله العظمى روح الله الخميني من المنفى. وازدادت الاحتجاجات بسرعة كبيرة، حيث بلغ قوامها بين ستة ملايين وتسعة ملايين شخص في الأسبوع الأول. حوالي 10٪ من مجموع السكان خرجوا إلى الشوارع في احتجاجات محرم. نجحت الاحتجاجات في كل من بداية ونهاية شهر محرم، وتنحى الشاه عن السلطة في وقت لاحق من الشهر.
بعد نجاح ما أصبح يعرف لاحقًا باسم الثورة، عاد آية الله العظمى روح الله الخميني إلى إيران كزعيم ديني وسياسي للحياة. كان الخميني قائدا للمعارضة للشاه لسنوات عديدة، وازداد بروزه بعد وفاة أستاذه، الباحث الشهير آية الله العظمى يزدي حائري في الثلاثينيات. حتى في سنواته في المنفى، ظل الخميني وثيق الصلة في إيران وكان يدعم الاحتجاجات من خارج حدود إيران، وأعلن أن «الحرية والتحرر من روابط الإمبريالية» كانت وشيكة.

#### مسيرات تاسوعاء وعاشوراء
ومع اقتراب أيام تاسوعاء وعاشوراء (10 و 11 ديسمبر)، بدأ الشاه في العودة إلى الوراء. وفي المفاوضات مع آية الله شريعتمداري، أمر الشاه بالإفراج عن 120 سجينا سياسيا وكريم سنجابي، وفي 8 ديسمبر ألغى الحظر المفروض على مظاهرات الشوارع. أصدرت تصاريح للمتظاهرين، وأزيلت القوات من مسار المسيرات. بدوره، تعهد شريعتمداري بالتأكد من أنه لن يكون هناك عنف أثناء المظاهرات.
وفي 10 و 11 ديسمبر أيام تاسوعاء وعاشوراء، تظاهر بين ستة وتسعة ملايين من المناهضين للشاه في جميع أنحاء إيران. وقاد المسيرات آية الله طالقاني وزعيم الجبهة الوطنية كريم سنجابي، مما يرمز إلى «وحدة» المعارضة العلمانية والدينية. وقد قام رجال الدين وتجار البازار بمراقبة هذا التجمع، وتمّ ضبط المتظاهرين الذين حاولوا بدء العنف.

### نفي الشاه وعودة الخميني
في 13 يناير، تظاهر نحو مليونا شخص في ثلاثين مدينة، مطالبين بعودة الخميني، وطرد الشاه. في 16 يناير عندما غادر الشاه البلاد إلى القاهرة (ووفقًا لما قال الشاه في مقابلته في المطار وقبل ركوب الطائرة: "«أشعر بالتعب وأنا بحاجة إلى الراحة»")، خرج مئات الآلاف من الناس إلى الشوارع للاحتفال بالحدث. وفي 19 يناير، وبعد أن دعا الخميني إلى «استفتاء في الشوارع» لتحديد واجب النظام الملكي وحكومة شابور بختيار، فقط في طهران خرج أكثر من مليون شخص إلى الشوارع. في 23 يناير أغلقت المطارات لمنع الخميني من الدخول. وفي 27 و28 يناير قتل عدة اشخاص خلال احتجاجات لاغلاق المطار. في نهاية المطاف في 1 فبراير 1979 جاء أكثر من ثلاثة ملايين شخص إلى الشوارع للترحيب بعودة الخميني. عاد آية الله روح الله الخميني إلى إيران بعد 14 عاما في المنفى السياسي.
كان الكثير من المجتمع الإيراني يشعر بالفرح إزاء الثورة المقبلة. ركز السياسيون العلمانيون واليساريون على الحركة أملا في الحصول على السلطة في أعقاب ذلك، متجاهلين حقيقة أن الخميني كان نقيض جدا للمواقف التي دعموها. وبينما كان من الواضح بشكل متزايد للإيرانيين العلمانيين أن الخميني ليس ليبراليا، كان ينظر إليه على نطاق واسع على أنه رئيس صوري، وأن السلطة ستسلم في نهاية المطاف إلى الجماعات العلمانية.

## تصدير الثورة
بعد انتصار الثورة الإسلامية في إيران، عملت إيران على تصدير الثورة، والذي يفسرها البعض (مثل الإعلامي الإيراني مهدي شكيبائي) بأنها «هو التعامل فكريا وثقافيا مع الجهات التي تتعاطى إيجابيا مع الثورة الإيرانية، ولا علاقة له بتنظيم حركات احتجاجية وتثوير الشعوب الأخرى على أنظمة بلادها السياسية».
في حين يتهم البعض إيران بكونها تهدف إلى التمدد في المنطقة عبر آليات مذهبية، وتوسيع نفوذها، وهذا ما نفاه روح الله الخميني فقال: «عندما نقول: لابد من تصدير ثورتنا يجب أن لا يتبادر الى الاذهان هذا المفهوم الخاطئ، وهو أنّنا نريد فتح البلدان...، إنّنا نعني بتصدير ثورتنا: أن تستيقظ الشعوب والبلدان، وإن تنقذ نفسها من المعاناة التي تعيش فيها، وتخرج من هيمنة الآخرين الذين ينهبون ذرواتها وذخائرها، في وقت تعيش هي الفقر والحرمان».

## أسباب الثورة
تضم التفسيرات المقدمة على نشوب تلك الثورة بعضاً من الإجراءات التي اتخذها الشاه، باعتبارها أسباباً، إضافة إلى نجاحات وإخفاقات تعرضت لها مختلف القوى السياسية:

### أخطاء الشاه
- سياسة التغريب القوية التي انتهجها الشاه على الرغم من تعارضها مع الثقافة الخمينية [بحاجة لتوضيح] للشيعة، وعلاقاته الوطيدة مع إسرائيل واعتماده على القوى الغربية (الولايات المتحدة)، إضافة إلى الإسراف والفساد والنخبوية (الحقيقية والمفترضة) في سياسات الشاه وديوانه الملكي، وفشله في استقطاب المتعاطفين والأتباع من القيادات الدينية الشيعية لمقارعة الحملة الخمينية ضده.
- تركيز الحكومة على مراقبة وقمع مجاهدي حركة مجاهدي خلق وباقي أطياف المعارضة اليسارية الإيرانية، بينما راحت المعارضة الدينية الأكثر شعبية تنتظم حتى قوضت تدريجياً نظام الشاه.
- انتهاك الدستور الإيراني الذي وضع سنة 1906، بما في ذلك قمع المعارضة من خلال جهاز الأمن (السافاك)، ولم تكن المهادنة والظهور في موقف الضعف من مصلحته عندما لجأ إليها في الوقت الذي كسبت فيه الثورة زخماً متزايداً.
- البرنامج الاقتصادي الطموح عام 1974 لم يواكب الطموحات التي أثارتها عائدات النفط، إضافة إلى تكريسه سياسة احتكار الحزب الواحد، وتزايد حدة التضخم، ثم انتشار الأسواق السوداء.
- سوء تقدير سياسة التقشف التي أغضبت الباعة والناس.
- سوء تقدير قوة المعارضة.
- طبيعة حكومة الشاه، التي منعت بروز أي منافس ذو كفاءة يمكن أن يقود الحكومة، مما أدى إلى ضعف فعالية الحكومة وتدني مستوى الإنتاج، الأمر الذي ساهم بدوره في زرع الخلافات والانقسامات داخل الجيش وبين النخب السياسية، ومن ثم غياب الدعم عن النظام وعدم توفر حلفاء فقد غادر هؤلاء مع أموالهم مع بداية الثورة.

### نجاحات وإخفاقات تعرضت لها القوى السياسية الأخرى
- فطنة الخميني في كسب تأييد هؤلاء عندما احتاج إلى قلب نظام الشاه من جهة.
- الثقة بالنفس وهيبة الخميني والكاريزما التي تمتع بها.
- سياسات الحكومة الأمريكية، فقد ساعدت على تحويل الشاه بشكل جعله يبدو كما لو أنه «دمية» في يد أمريكا، علماً أن لهم في ذلك سجل حافل، فأمريكا هي التي تكفلت بقلب حكومة محمد مصدق الديمقراطية والمعادية للغرب. وهي في الوقت نفسه التي دفعت الشاه جراء ضغوطها المستمرة ليقوم بإطلاق مشروع التغريب الذي كان من أسباب انطلاق الثورة، وأخيراً فقد تسبب الفشل الأمريكي في قراءة السطور الأولى لتلك الثورة.

## الطريق للثورة
وصل الشاه محمد رضا بهلوى إلى السلطة سنة 1941 بعد عزل والده رضا بهلوي، من قبل غزو تحالف القوات البريطانية والسوفياتية سنة 1941. رضا شاه رجل عسكري، معروف بتصميمه على تحديث إيران وعداؤه لطبقة المتدينين. أمسك محمد رضا بهلوي بالسلطة حتى ثورة 1979 مع انقطاع قصير في سنة 1953؛ حين تعرض لمحاولة ثورة. في تلك السنة فر من البلاد لفترة وجيزة بعد صراع على السلطة نشأ بينه وبين رئيس وزرائه محمد مصدق الذي قاد حملة لتأميم حقول النفط في البلد وسيطر على القوات المسلحة. وتم عبر انقلاب العسكري رعته وكالة المخابرات المركزية الأمريكية والاستخبارات السرية في عملية سرية أطلق عليها اسم عملية آجاكس، الإطاحة بحكومة محمد مصدق واعتقاله وإعادة الشاه إلى العرش.
مثل والده الشاه البهلوي رغب في تحديث وتغريب البلاد، فاحتفظ بعلاقات وثيقة مع الولايات المتحدة ومعظم الدول الغربية، وكثيرا ما أشاد الزعماء الأميركيون به وبسياسته وصموده المعارض لشيوعية.
المعارضة لحكومته جاءت من اليساريين والقوميين والجماعات الدينية التي انتقدته لانتهاك الدستور الإيراني، والفساد السياسي، ووحشية القمع السياسي بالبوليس السري سافاك.
وكانت لرجال الدين أهمية كبيرة بالنسبة للمعارضة، وهم الذين أثبتوا أهميتهم فيما سبق إبان مظاهرات التبغ التي تحركت ضد عقد احتكاري منحه الشاه ناصر الدين سنة 1891 لشركة بريطانية، والآن أيضاً بدا للفقهاء ورجال الدين أثر كبير على الإيرانيين، خاصة الفئات الفقيرة منهم، الذين عادة مايكونون الأشد تديناً، وتقليدية، وإقصاءً عن أي عملية تغريب.

## الخميني
ظهرت شخصية زعيم الثورة الإيرانية أول مرة أوائل عام 1963 لقيادة المعارضة التي تحركت ضد برنامج الإصلاحات الذي أعلنه الشاه والمعروف باسم «الثورة البيضاء»، التي شملت إعطاء حق التصويت والاقتراع للنساء، وتغيير قوانين الانتخابات التي أتاحت انتخاب ممثلين للأقليات الدينية للبرلمان وإجراء تعديلات على قانون الأحوال الشخصية، الذي يمنح المرأة المساواة القانونية في الزواج، وتوزيع ممتلكات بعض رجال الدين الشيعة. في العام التالي نشبت أعمال شغب بعد أن اعتقل الخميني ثلاثة أيام على أثر تصريحه بأن الشاه «رجل بائس سيئ»، وقد واجهت الشرطة أعمال الشغب تلك مستخدمة القوة المفرطة، (أعلنت تقارير الحكومة سقوط 86 قتيلا، فيما ادعت المعارضة أن الرقم يصل إلى الآلاف. التقارير التي أعدت بعد قيام الثورة أشارت إلى أن أكثر من 380 لقوا مصرعهم على يد الشرطة. وضع الخميني تحت الإقامة الجبرية لمدة 8 شهور ثم أفرج عنه، وتابع التحرك ضد الشاه بخصوص علاقته مع إسرائيل، وخصوصا «تنازلات» الشاه لتمديد الحصانة الدبلوماسية لعسكريين أميركيين. أعيد اعتقال الخميني في تشرين الثاني/نوفمبر 1964 وأرسل إلى المنفى وبقي فيه لمدة 14 عاما حتى قيام الثورة.
تبعت ذلك فترة من «الهدوء الساخط»، قام فيها البوليس السرى سافاك بقمع المعارضة، ولكن بوادر الصحوة الخمينية بدأت بتقويض فكرة التغريب التي ينتهجها نظام الشاه فظهر جلال آل أحمد الذي وصف نهج التغريب بـ ((غرب زدجي)) أي (طاعون الحضارة الغربية) وعلي شريعتي، وكذلك تفسير مرتضى مطهري التبسيطي للتشيع، كل ذلك حاز على أتباع ومريدين وقراء والمؤيدين. ويبرز بين هذه القيادات الخميني الذي طور ونمى وروج لنظرية مفادها «أن الإسلام يتطلب حكومة إسلامية يتزعمها ولي فقيه»، أي كبار فقهاء القانون الإسلامي. في سلسلة محاضرات في أوائل سنة 1970، صدرت فيما بعد في كتاب، بين الخميني المذهب الشيعي يتطلب الانصياع لقوانين الشريعة وحدها، وفي سبيل ذلك، لايكفي أن يقود الفقهاء جماعة المسلمين، بل عليهم أن يقودوا الحكومة أيضاً.
لم يتحدث الخميني عن هذه المفاهيم في اللقاءات والمحادثات مع الغرباء، لكن الكتاب انتشر على نطاق واسع في الأوساط الدينية، خاصة بين طلاب الخميني والملالي، وصغار رجال الأعمال، وراح هذا الفريق يطور ماسيصبح شبكة قوية وفعالة من المعارضة داخل إيران، مستخدمة خطب المساجد، وتهريب شرائط تسجيلات صوتية للخميني وطرق أخرى، أضافت إلى قوة المعارضة الدينية، في حين ظنت بقية المعتدلين واليساريين والميليشيات المسلحة الأخرى أن الستار سيسدل بعد الثورة وسقوط الشاه على الخميني وأعوانه وأن هذا التيار اليساري سيسطر على الساحة، ولكن الخميني لم يعطهم الفرصة وسيطر على الحكم.

## الأوضاع قبل الثورة
في أكتوبر عام 1971 أقام الشاه احتفالاً ضخماً لذكرى مرور 2500 عام على إنشاء الإمبراطورية الفارسية، والذي دعيت إليه شخصيات أجنبية وعربية للحفل الذي استغرق ثلاثة أيام مليئة بالتبذير المفرط، قدم فيها أكثر من طن من الكافيار، وجلب 200 طاه من فرنسا لإعداد الولائم. بلغت التكاليف الرسمية للحفل 40 مليون دولار، لكن تقديرات أخرى تشير إلى أن المبلغ تراوح ما بين 100 - 120 مليون دولار، في وقت رزح فيه أبناء الشعب تحت وطأة الجفاف والقحط والفقر.
وفي أواخر سنة 1974 وبدل أن تعمل الطفرة النفطية على إنتاج «حضارة عظيمة» كما وعد الشاه، فقد دقت جرس التضخم والهدر و«الفجوة المتسارعة» بين الأغنياء والفقراء، والريف والمدينة.
بات القوميون الإيرانيون غاضبين من عشرات آلاف العمال الأجانب المهرة الذين جاؤوا إلى إيران لتشغيل المعدات العسكرية الأمريكية باهظة التكاليف، والتي لم تحظ بدعم أو قبول شعبي، والتي أنفق الشاه مئات الملايين من الدولارات.
في العام التالي أسس الشاه حزباً جديداً سماه «رستاخيز» (أي البعث أو النهضة)، لم يكن «رستاخيز» الحزب الوحيد الذي يمكن للإيرانين الانتساب إليه فحسب، بل كان لزاماً على كل إيراني بالغ أن ينتسب إليه، ويدفع رسومه. المحاولات التي بذلها هذا الحزب لاتخاذ موقف شعبي لصالح حملات «مكافحة الاستغلال» لم تكن ذات ضرر اقتصادي فحسب، لكنها أتت بنتائج سياسية عكسية أيضاً، فظهرت السوق السوداء عوض التضخم وتراجع النشاط التجاري، وغضب التجار وفرت رؤوس الأموال.
في سنة 1976، أثارت حكومة الشاه غضب «تقاة المسلمين» الإيرانيين بتغيير بداية السنة الإيرانية، من سنة الهجرة النبوية إلى سنة اعتلاء سايروس العرش الفارسي، إيران قفزت بين ليلة وضحاها من سنة 1395 للهجرة إلى سنة القرن 26 الملكية، وفي السنة نفسها أعلن الشاه التقشف الاقتصادي بهدف كبح التضخم والهدر، البطالة الناجمة عن ذلك أثرت سلباً على آلاف المهاجرين إلى المدن، وهم ضعاف وغير مؤهلين لأي حرفة أو صنعة.
في سنة 1977، دخل رئيس أمريكي جديد إلى البيت الأبيض، كانت الأمال تحدو جيمي كارتر لتغيير صورة الولايات المتحدة المرتبط بحرب فيتنام، وتغيير السياسة الخارجية، فأنشأ مكتباً خاصاً لحقوق الإنسان، وجه «مذكرة مؤدبة» إلى الشاه بينت فيها أهمية الحقوق السياسية والحريات. واستجاب الشاه بالعفو عن 357 سجيناً سياسياً في فبراير، وسمح للصليب الأحمر بزياره السجون، في مسعى للبدء بطور من التحرر. ما بين أواخر الربيع مروراً بالصيف وإلى بدايات خريف ذلك العام أسست المعارضة الليبرالية منظمات أصدرت من خلالها رسائل مفتوحة تدين فيها النظام. وفي وقت لاحق من ذلك العام التقت مجموعة معارضة (رابطة الكتاب) دون أن تقوم الشرطة بتفريقها كما جرت العادة.
في تلك السنة توفي المفكر علي شريعتي (تشير بعض المزاعم أنه تعرض للتصفية على يد الشرطة السرية السافاك) مما أزال أي منافس محتمل لثورة الخميني.
وفي أكتوبر توفي مصطفى ابن الخميني، وفي حين يعتقد أن الوفاة نجمت عن أزمة قلبية، إلا أن المجموعات المعارضة للشاه ألقت بالمسؤولية على السافاك، وأتهمتهم بتسميم مصطفى واعتبر «شهيداً»، صلاة الجنازة على روحه في طهران عادت بالخميني إلى دائرة الضوء، وبدأت صيرورة تحول عبرها الخميني إلى قائد المعارضة المناوئة للشاه.

## الاحتجاج
أتت أولى مظاهر المعارضة من الطبقة الوسطى في المدن، وهم فئة من السكان كانواً من العلمانيين نسبياً وأرادوا بناء ملكية دستورية وليس جمهورية إسلامية، ومن أبرز هؤلاء مهدي بازركان من «حركة حرية إيران»، وهي حركة ليبرالية إسلامية معتدلة كانت وثيقة الصلة بالجبهة الوطنية التابعة لمحمد مصدق، وقت لاقت هذه المجموعة دعماً كبيراً في إيران ومن الغرب.
انقسم رجال الدين وتحالف بعضهم مع الليبراليين العلمانيين وآخرون مع الماركسيين والشيوعيين، إلّا إن روح الله الخميني والذي كان منفياً في العراق آنذاك، عمل على أن تتوحد المعارضة الدينية والعلمانية والليبرالية والأصولية تحت قيادته، وذلك عبر تجنب الخوض في التفاصيل، على الأقل علناً، لأن ذلك قد يفرق بين الفصائل.
عملت مختلف المجموعات المناهضة من الخارج، في الأغلب من لندن وباريس والعراق وتركيا. وسُجلت خطابات قادة هذه الجماعات على أشرطة تسجيل ليتم تهريبها إلى إيران ليستمع إليها الكثيرون من السكان.
كانت الجماعات الإسلامية أول من نجح في حشد المناصرين لها ضد الشاه. في كانون الثاني/يناير 1978 أوردت الصحافة الرسمية قصة تشهير هاجمت فيها الخميني، فخرجت جموع غاضبة من الطلاب والزعماء الدينيين في مدينة قم احتجاجاً على تلك الإدعاءات ، وأُرسل الجيش لتفريق المتظاهرين مما أدى لمقتل بعضهم، ويزعم البعض أن عدد القتلى تجاوز 70 طالباً.
و وفقا للعادات الشيعية يجرى حفل تأبين في ذكرى مرور أربعين يوماً من وفاة شخص ما، وأطلقت المساجد في كل البلاد الدعوى للمشاركة في تكريم الطلاب القتلى، واستجابت عدة مدن للنداء وسارت المظاهرات تكريماً للقتلى واحتجاجاً على حكم الشاه، وهذه المرة وقعت أعمال العنف في تبريز، وقتل المئات من المتظاهرين، وتكررت الحلقة مرة أخرى في 29 آذار/مارس، حيث وقعت جولة جديدة من الاحتجاج في سائر البلاد، وهوجمت الفنادق الفارهة ودور السينما والبنوك والمكاتب الحكومية ومدارس البنات وغيرها من رموز نظام الشاه، وتدخلت قوات الأمن مرة أخرى، وقُتل الكثيرون، وتكرر الأمر نفسه في العاشر من مايو/أيار.
في مايو/أيار، اقتحمت فرق الشرطة منزل رجل دين سياسي وقيادي معتدل يدعى كاظم شريعتمداري، وأردت أحد أتباعه قتيلاً، على إثر ذلك تخلى شريعتمداري عن صمته وانضم إلى المعارضة. حاول الشاه إرضاء المتظاهرين عبر تخفيف نسب التضخم، وتوجه بالمبادرات إلى بعض رجال الدين المعتدلين، وعزل رئيس السافاك، ووعد بإجراء انتخابات حرة في شهر يونيو اللاحق، ولكن العمل على خفض التضخم عن طريق تقليل النفقات تسبب في ارتفاع نسبة البطالة، خصوصاً في صفوف الشباب غير المؤهلين للعمل كما يجب والذين يعيشون في أحياء فقيره في المدن.
في صيف سنة 1978، خرج هؤلاء العمال الذين ينحدرون في الغالب من أصول ريفية تقليدية إلى الشوارع في أعداد حاشدة، في حين أعلن عمال آخرون الإضراب. هكذا ومع حلول نوفمبر/تشرين الثاني كان الاقتصاد قد أصيب باللشلل جراء الإضرابات.

## الولايات المتحدة

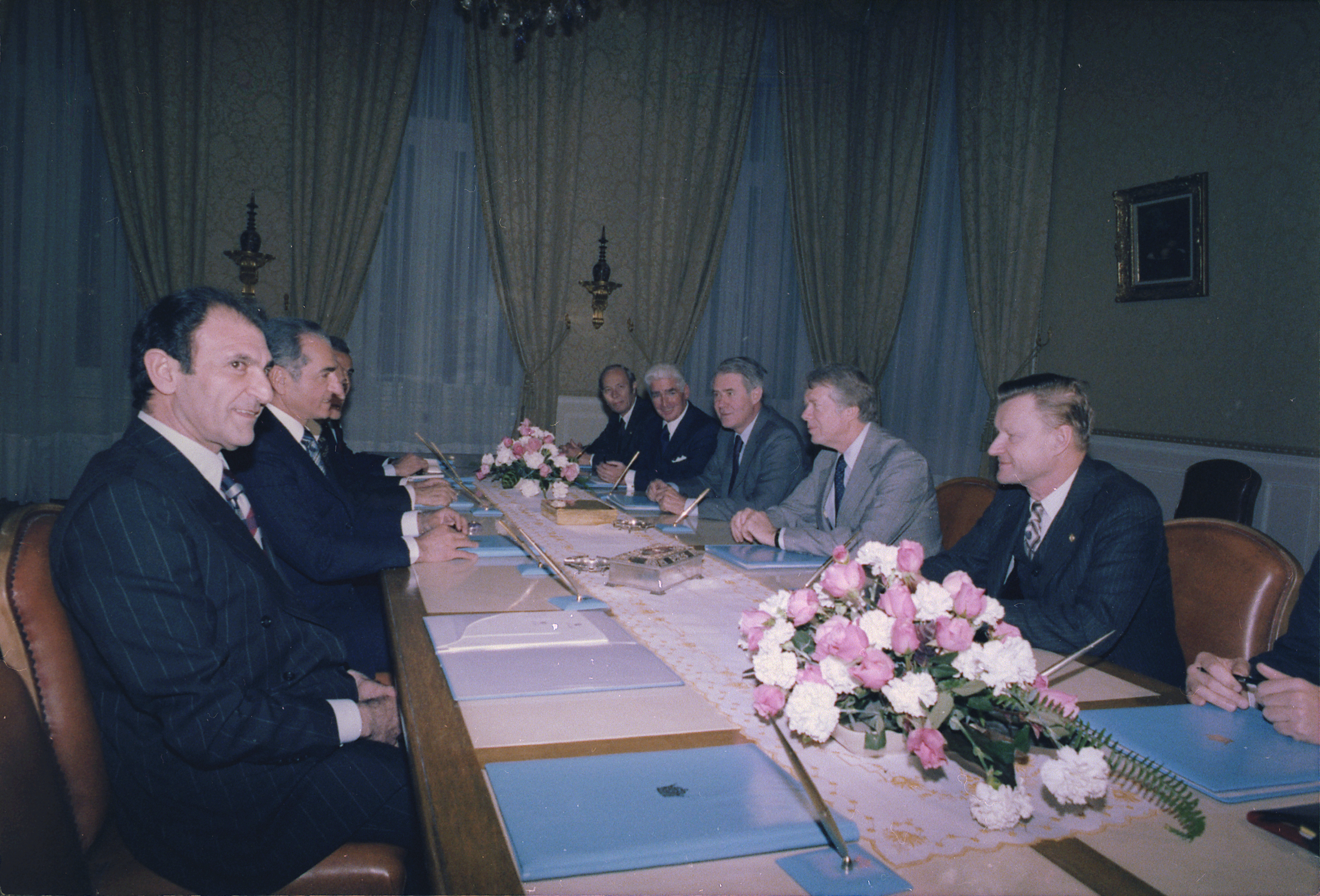
شاه إيران في اجتماع مع (من اليمين): زبيغنيو برزيزينسكي، والرئيس جيمي كارتر وسايروس فانس ووليم سوليفان وألفريد أثيرتون 1977.

خلال عام 1977 التقى شاه إيران مع كل من ألفريد أثيرتون، ووليم سوليفان، وسايروس فانس، والرئيس كارتر، وزبغنيو بريجينسكي، ففي مواجهة هذه الثورة سعى الشاه وراء مساعدة من الولايات المتحدة. فقد احتلت إيران موقعاً استراتيجياً في السياسة الخارجية الأمريكية في الشرق الأوسط، فهي موالية لأمريكا وتتقاسم حدوداً طويلة مع عدوها في الحرب الباردة الإتحاد السوفياتي، وهي أكبر دولة نفطية قوية في الخليج العربي، لكن الدولة البهلوية حظي بدعاية سلبية لسجله السيئ في مجال حقوق الإنسان.
السفير الأمريكي في إيران، ويليام سوليفان يقول بأن مستشار الأمن القومي الأمريكي السيد زبغنيو بريجينسكي «أكد للشاه مراراً وتكراراً أن الولايات المتحدة تدعمه بالكامل». لكن الرئيس كارتر فشل في الالتزام بتلك الوعود والتأكيدات. في 4 تشرين الثاني/نوفمبر 1978، اتصل بريجينسكي بالشاه ليبلغه بأن الولايات المتحدة «ستدعمه حتى النهاية»، وفي الوقت نفسه، قرر بعض المسؤولين رفيعي المستوى في وزارة الخارجية أن الشاه يجب أن يذهب بغض النظر عمن سيحل مكانه.
واستمر بريجينسكي والوزير جيمس شليزنغر في التعهد للشاه بأن الولايات المتحدة ستسانده عسكرياً. حتى في آخر أيام الثورة، عندما كان الشاه يعتبر هالكاً لامحالة مهما كانت نتائج الثورة، استمر بريجينسكي في الدفاع عن خطة التدخل العسكري الأمريكي لإعادة الاستقرار الإيراني. الرئيس كارتر لم يحسم كيفية استعمال القوة بشكل مناسب، وعارض قيام الولايات المتحدة بانقلاب وأمر حاملة الطائرات يو أس أس كونستوليشن بالتوجه إلى المحيط الهندي لكنه سرعان ما ألغى أمره، تم التخطيط لصفقة مع جنرالات إيران لتحويل الدعم لصالح حكومة معتدلة، لكن هذه الخطة انهارت مع اجتياح الخميني وأتباعه البلاد، وتوليهم السلطة في 12 شباط/فبراير 1979.

## الإطاحة بنظامالشاه
استمر العنف ليحصد أكثر من 400 شخص قضوا في حريق سينما ريكس، وهو حريق متعمد وقع في آب/أغسطس في عبدان، ورغم أن دور العرض السينمائي كانت هدفاً مستمراً للمتظاهرين الإسلاميين فقد بلغ انعدام ثقة الجماهير بالنظام، وبلغت فعالية المعارضة في العمل والتواصل حداً جعل الجماهير ترى أن السافاك كان وراء الحادث في محاولة منه لتطويق المعارضة. في اليوم التالي تجمع 10.000 من أقارب القتلى والمتعاطفين لتشييع جماعي حاشد ومظاهرة تنادي (ليحترق الشاه) و (الشاه هو المذنب).
مع حلول سبتمبر، كانت البلاد مزعزعة على نحو شديد، وتحولت المظاهرات الحاشدة إلى أحداث منتظمة، فرض الشاه الأحكام العرفية، وحظرت كل التظاهرات. وفي يوم الجمعة 8 سبتمبر 1978، خرجت مظاهرة حاشدة للغاية في طهران، إنها المظاهرة التي حولت ذلك اليوم إلى ما بات يعرف اليوم باسم الجمعة السوداء.
نشر قادة الثورة شائعات مفادها أن «الجنود الصهاينة يقتلون الآلاف»، بينما كانت القوات التي أطلقت النار في الواقع تابعة لميليشيات الأكراد، وقد بينت التحقيقات بعد الثورة أن عدد القتلى كان صغير نسبياً (87)، ولكن في ذلك الوقت ظهرت الحكومة بصورة الحكومة الوحشية أبعدت عنها الكثيرين من الإيرانيين والحلفاء في الخارج. أدى إضراب عام في تشرين الأول/أكتوبر إلى شل الاقتصاد والصناعات الحيوية التي أغلقت أبوابها و«حسمت مصير الشاه».
بلغت الاحتجاجات ذروتها في كانون الأول/ديسمبر 1978، خلال شهر محرم أحد أهم الشهور لدى المسلمين الشيعة. وفي 12 كانون الأول/ديسمبر خرج إلى شوارع طهران نحو مليوني شخص ملئوا ساحة أزادي (شاهياد) مطالبين بإزالة الشاه وعودة الخميني.
في 16 كانون الثاني/يناير 1979 غادر الشاه والملكة إيران نزولاً عند طلب رئيس الوزراء الدكتور شابور بختيار، الذي كان لفترة طويلة زعيم المعارضة، وظهرت مشاهد الابتهاج العفوي، ودمرت خلال ساعات «كل رموز الدولة البهلوية»، وأعلن بختيار حل البوليس السرى (سافاك)، وأفرج عن السجناء السياسيين، ووعد بانتخابات حرة وأمر الجيش بالسماح للمظاهرات الشعبية. وبعد عدة أيام من التوقف سمح بعودة الخميني إلى إيران وطلب إليه تأسيس دولة مثل الفاتيكان في قم، ودعا المعارضة للمساعدة على الحفاظ على الدستور.

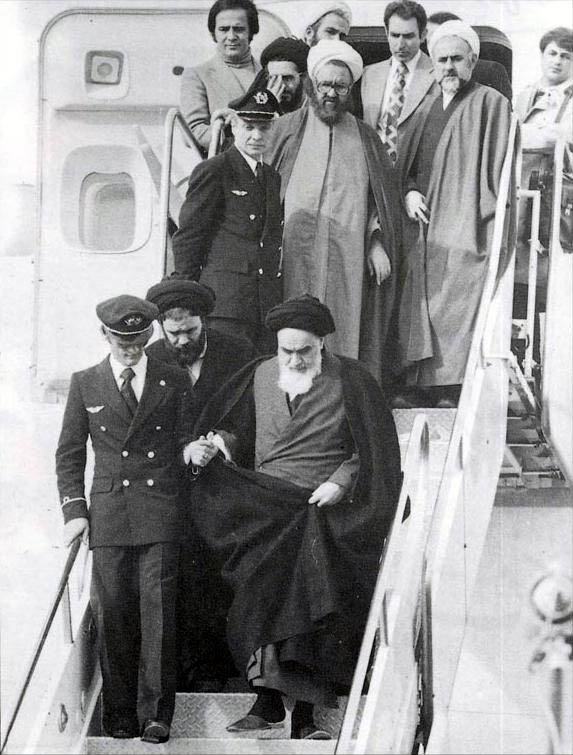
عودة الخميني لإيران

في 1 شباط/فبراير 1979، عاد الخميني إلى طهران محاطاً بحماس وتحية عدة ملايين من الإيرانيين، إنه بدون جدال قائد الثورة، وأصبح بالنسبة للبعض شخصاً «شبه مقدس». استقبلته لدى ترجله من الطائرة الجموع الحاشدة بتحية: «السلام عليكم أيها الإمام الخميني». أوضح الخميني في كلمة ألقاها في اليوم نفسه شدة رفضه لنظام رئيس الوزراء بختيار، ووعد «سوف أركل أسنانهم لقلعها»، وعين منافسه مهدي بازركان مؤقتاً رئيساً للوزراء، وقال: «بما أنني قد عينته، فيجب أن يطاع»، واعتبر أنها «حكومة الله» وحذر من عصيانها، فأي عصيان لها «عصيان لله»، وفيما راحت حركة الخميني تكتسب مزيداً من الزخم، بدأ الجنود بالانضواء في جانبه، اندلع القتال بين الجنود الموالين والمعارضين للخميني بإعلانه الجهاد على الجنود الذين لم يسلموا أنفسهم، الانهيار النهائي للحكومة غير الخمينية حصل في في 11 شباط/فبراير عندما أعلن المجلس العسكري الأعلى نفسه «محايداً في النزاعات السياسية الراهنة، لمنع المزيد من الفوضى وإراقة الدماء».

### الخميني يتسلم السلطة
الخميني كان زعيم المعارضة للشاه.
كانت المرحلة الثانية من الثورة مرحلة إسلامية الطابع، وبعد انتصارها الآن هناك ابتهاج كبير في إيران جراء سقوط الشاه، لكن الصمغ الذي أبقى مختلف التيارات الثورية الدينية والليبرالية والعلمانية والماركسية والشيوعية التي عارضت الشاه فقد مفعوله.
مجموعات كثيرة تتنافس كلها على السلطة ولدى كل منها تفسيرات مختلفة لأهداف الثورة:
- إنهاء الاستبداد.
- مزيد من الإسلام.
- الحد من التأثير الغربي الأمريكي.
- مزيد من العدالة الاجتماعية.
- الحد من اللامساواة.

والبقاء كان للأقوى، الخميني وأنصاره. كان الخميني آنذاك في نهاية العقد الثامن من عمره، السابعة والسبعين تقريباً، ولم يتسلم أي منصب رسمي قط، وكان منفياً خارج إيران لقرابة 14 عاماً، وسبق له أن قال لبعض من سألوه عبارات من قبيل: «المرشدون الدينيون لايرغبون بالحكم». كل هذا ولد انطباعا لدى الكثيرين مفاده أنه يرغب بأن يكون المرشد الروحي صاحب سلطة، لكنه بمهارة اختار التوقيت المناسب لإزالة كل أعداءه وحلفائه الذين باتوا عقبة أمامه وأن يطبق نظام ولاية الفقيه في جمهورية إسلامية يقودها بنفسه.
في السنة الأولى للثورة كان هناك مركزان للسلطة: الحكومة الرسمية والمنظمات الثورية، رئيس الوزراء مهدي بازركان الذي عينه الخميني، عمل على إنشاء حكومة إصلاحية ديمقراطية، في حين عملت بشكل مستقل كل من المجلس الثوري المكون من الخميني وأتباعه من رجال الدين، والحرس الثوري، والمحكمة الثورية، والخلايا الثورية المحلية التي تحولت إلى لجان محلية. وفي حين راح رئيس الحكومة (المؤقتة) باذرخان يطمئن الطبقة الوسطى، بات من الواضح أن سلطة اتخاذ القرارات النهائية هو في الهيئات الثورية وفي المجلس الثوري على وجه الخصوص، وفيما بعد الحزب الثوري الإسلامي. ازداد التوتر بين السلطتين بدون شك، رغم أن كلتيهما وضعت وأقرت من قبل الخميني.
في يونيو، أعلنت حركة الحرية مشروع الدستور، وأشارت إلى إيران باعتبارها جمهورية خمينية، يتضمن مجلس صيانة يتمتع بحق نقض التشريعات المتعارضة مع الإسلام، لكن دون وصي فقيه حاكم، أرسل الدستور إلى «مجلس الخبراء» المنتخب حديثاُ ليعرض أمام أعضاءه الذين حاز حلفاء الخميني على الغالبية بينهم، رغم أن الخميني كان قد أعلن بأن الدستور «صحيح» إلا أنه هو والمجلس أعلنوا رفضهم له، وصرح الخميني بأن الحكومة الجديدة يجب أن تكون قائمة «بنسبة 100 ٪ على المذهب الشيعي».
وضعه مجلس الخبراء دستورا جديدا أوجد من خلاله منصب القائد الأعلى للخميني، ومنحه السيطرة على الجيش والأجهزة الأمنية، والحق في نقض المرشحين للمناصب، كما أقر الدستور بانتخاب رئيس جديد يتمتع بصلاحية أضيق، لكن المرشحين يجب أن يحوزوا على الموافقة المباشرة من القائد الأعلى (عبر مجلس صيانة الدستور)، وقد أصبح الخميني نفسه رئيسا للدولة مدى الحياة باعتباره «قائد الثورة»، وعندما تمت الموافقة على الدستور في استفتاء أجري في كانون الأول/ديسمبر 1979 أصبح «المرشد الروحي الأعلى»، وتقدم رئيس الوزراء في تشرين الثاني/نوفمر إثر شعوره بالضعف وخلافه مع ما آلت إليه باستقالته.

## معارضة الثورة الإيرانية
بادرت قيادة الثورة في البداية إلى إعدام كبار الجنرالات، وبعد شهرين أعدم أكثر من 200 من كبار مسؤولي الشاه المدنيين بهدف إزالة خطر أي انقلاب، وأجرى قضاة الثورة من أمثال القاضي الشرعي صادق خلخالي محاكمات موجزة افتقرت إلى وكلاء للدفاع أو محلفين أو إلى الشفافية، ولم تمنح المتهمين الفرصة للدفاع عن أنفسهم، ومن بين الذين أعدموا بدون محاكمة (عملياً) أمير عباس هوفيدا، رئيس الوزراء السابق لإيران، أما الذين هربوا من إيران فليسوا محصنين، فبعد مرور عقد اغتيل في باريس رئيس الوزراء الأسبق شابور بختيار، وهو واحد من ما لايقل عن 63 إيرانيا قتلوا أو جرحوا منذ الإطاحة بالشاه.
من أوائل شهر مارس استشعر الديمقراطيون بخيبات الأمل المنتظرة عندما أعلن الخميني «لاتستخدموا هذا المصطلح (الديموقراطية)، إنها مفهوم غربي». في منتصف شهر آب/أغسطس تم إغلاق عشرات الصحف والمجلات المعارضة لفكرة الحكومة الخمينية، استنكر الخميني غاضبا الاحتجاجات ضد إغلاق الصحافة، وقال «كنا نظن أننا نتعامل مع بشر، من الواضح أن الأمر ليس كذلك». بعد نصف سنة بدأ قمع المعارضة الخمينية المعتدله المتمثلة في حزب الشعب الجمهوري، واضطهد العديد من كبارها، ورموزها منهم الشريعتمداري الذي وضع تحت الإقامة الجبرية. وفي آذار/مارس 1980 بدأت «الثورة الثقافية»، أغلقت الجامعات التي اعتبرت معاقل لليسار مدة سنتين لتنقيتها من معارضي النظام الديني. في تموز/يوليو فصلت الدولة البيروقراطية 20.000 من المعلمين و8.000 تقريبا من الضباط باعتبارهم «متغربين» أكثر ممايجب.
استخدم الخميني أحيانا أسلوب التكفير للتخلص مع معارضيه، وعندما دعا قادة حزب الجبهة الوطنية إلى التظاهر في منتصف عام 1981 ضد القصاص، هددهم الخميني بالإعدام بتهمة الردة «إذا لم يتوبوا».
منظمة مجاهدي خلق هي واحدة من المنظمات المعارضة للحكم الثيوقراطي الديني في إيران، وخلافا لمعظم أطراف المعارضة في إيران اعتمدت منظمة مجاهدي خلق الكفاح المسلح. في شباط/فبراير 1980 هاجم رجال مجموعة حزب الله مراكز اجتماعيه ومكتبات ومنابر مجاهدي خلق وعدد من اليساريين الذين يديرون النشاط اليساري في الخفاء. نفذت منظمة مجاهدي خلق مجموعة من التفجيرات والاغتيالات أدت إلى مقتل نحو 70 شخص في مراكز الحزب الإسلامي الجمهوري في يونيو/حزيران 1981، واغتيل في العام ذاته كل من الرئيس محمد علي رجائي ورئيس الوزراء محمد جواد باهونار.
[بحاجة لمصدر]

## العلاقات الغربية الأمريكية معإيران
في تشرين الأول/أكتوبر 1979 استقبلت الولايات المتحدة الشاه لعلاج السرطان، كانت هناك ضجه كبرى في إيران من جماعة الخميني والجماعات اليسارية تطالب الشاه بالعودة إلى إيران للمحاكمة والإعدام. شباب من أنصار الإمام الخميني اقتحموا السفارة الأمريكية واحتجزوا عشرات الرهائن داخلها في ما أصبح يعرف باسم أزمة الرهائن في إيران. في أمريكا أنصار الشاه لاحظوا أن كارتر لم يقم بما يكفي لدعم الشاه مما تسبب بتحول إيران من حليف إلى عدو ومن ثم وقوع أزمة الرهائن. اعتبر البعض أن دعم الخميني لعملية احتجاز الرهائن كانت مناورة سياسية ذكية هدفها تقسيم مواقف المعارضة ضد الدستور الجديد الذين كان سيتم الاستفتاء حوله بعد شهر، الليبراليون المعارضون للحكم الديني عبروا عن رفضهم لحكم رجال الدين وكذلك لعملية احتجاز الرهائن، في حين أن المنظمات اليسارية وضعت خلافها مع الدستور الجديد جانباً وانضمت إلى الحماس المناهض للإمبريالية في مسعاها لاحتلال «عش الجواسيس».
فشلت محاولات تسليم الشاه للمحاكمة وتوفي في مصر بعد أن منح حق اللجوء فيها من قبل الرئيس المصري أنور السادات، قبل مرور سنة على احتجاز الرهائن، دون أن تؤدي وفاته إلى قطع فتيل الأزمة[بحاجة لمصدر].

### محاولة انقلابية فاشلة
في تموز/يوليو 1980، اجتمع زبيغنيو برزينسكي مستشار الأمن القومي بالحسين بن طلال ملك الأردن في عمّان لمناقشة خطط مفصلة يرعى من خلالها الرئيس العراقي صدام حسين تقديم انقلاب في إيران ضد الخميني. الحسين بن طلال الذي كان أقرب حلفاء صدام في العالم العربي، أدى دور الوسيط أثناء التخطيط، الغزو العراقي لإيران سيكون تلبية لدعوة من الضباط الإيرانيين الموالين الذين يخططون لانقلاب أو انتفاضة في 9 تموز/يوليو 1980 (في عملية أطلق عليها اسم: «نوجة»، تيمناً باسم قاعدة جوية في همدان.
تم تنظيم الضباط الإيرانين بواسطة شابور بختيار الذي فر إلى فرنسا بعد تسلم الخميني السلطة، لكنه كان يدير العمليات من بغداد والسليمانية في الوقت الذي تم في اللقاء بين زبيغنيو والحسين بن طلال، على أي حال فقد تسربت أنباء الخطة إلى الخميني عن طريق عملاء سوفييت في فرنسا وباكستان وأمريكا اللاتينية، وسرعان ماتمكن الرئيس الإيراني أبو الحسن بني صدر من تطويق قرابة 600 من الضباط وأعدم كثيراً منهم، واضعاً نهاية حاسمة لخطة نوجة للانقلاب. قرر صدام إتمام المخطط بدون معونة الضباط الإيرانيين، فيبدأ بذلك حرباً ضروساً دامت 8 سنوات عجاف حصدت أكثر من مليون قتيل ولم تبق ولم تذر.

## الأنظمة المجاورة والحرب بين إيران والعراق
أزعجت الثورة الإيرانيه كل زعماء العراق والكويت والسعودية ودول الخليج عموماً، فقد كان لظهور الراديكالية الشيعية وسيطرتها على حكومة دينية ودعوتها إلى إسقاط الأنظمة الملكية واستبدالها بجمهوريات إسلامية كل ذلك كان انطباعات سلبية بالنسبة للأنظمة العربية في الجوار الشيعي، فهناك أقليات شيعية في كل تلك البلاد. وضعت الجمهورية الخمينية نفسها على أنها منارة للثورة تحت شعار «لاشرق ولاغرب» (أي لانتبع نموذج الاتحاد السوفييتي ولانموذج الغرب الأمريكي الأوروبي). زعماء الثورة في إيران قدموا وطلبوا الدعم لقضايا الشعوب الإسلامية وغير الإسلامية، كمنظمة التحرير الفلسطينية، كوبا، الكفاح ضد العنصرية في جنوب أفريقيا، ودعت إلى الثورة لتغيير الظلم الاجتماعي والملكيات والتأثير الغربي، والفساد في الشرق الأوسط وباقي أنحاء العالم. في هذه الظروف قامت إيران وبناء على نهج الخميني إلى ضرورة تحرر الدول من الظلم الاجتماعي والتأثير الغربي قامت بتصدير الثورة إلى الدول المجاورة متمثلا ذلك بأحداث سلسلة من الانفجارات في الجامعة المستنصرية شبيهة بتلك التي سبقت القيام بالثورة الإيرانية في محاولة لتأجيج الشارع العراقي ومن ثم القيام بالثورة في العراق على غرار الثورة في إيران ، كما قامت أيضا بقصف بعض المناطق الحدودية في محافظتي ديالى والكوت ما اعتبره العراق خرقا لاتفاقية الجزائر ومحاولة من إيران لغزو العراق وهكذا بدأت حرب السنوات الثمان بين العراق وإيران، واحدة من أكثر الحروب دموية وتدميراً في القرن العشرين.
وباتت الحرب ذريعة يستخدمها النظام لقمع المجموعات المعارضة اليسارية المدعومة من السوفييت، بما في ذلك التعذيب والسجن غير القانوني.
وفي محاولة لإنهاء الحرب عرض العراق على إيران الهدنة حيث قام في عام 1982 وكمبادرة لحسن النية من العراق بالانسحاب من الأراضي التي احتلها بعد 1980 إلا أن الخميني رفض ذلك ، وأعلن أن الشرط الوحيد للسلام «أن النظام في بغداد لابد أن يسقط ويجب أن تحل محله جمهورية إسلامية». استمرت الحرب لمدة ست سنوات أخرى مع مئات الآلاف من الأرواح والدمار الكبير من الهجمات الجوية، ورغم أن رجال الثورة فشلوا في تصديرها إلى العراق في نهاية الأمر إلا أن الحرب كانت سبيلهم لتوطيد السيطرة على إيران.
نجح تصدير الثورة في مكان واحد، وهو لبنان، حيث أدى السخاء الإيراني في تمويل حزب الله إلى إنشاء فريق سياسي وعسكري كبير، أولا في الحرب الأهلية اللبنانية، ثم ضد الاحتلال الإسرائيلي. ومع ذلك، لايزال اعتماد حزب الله على إيران عسكريا وماليا شغلاً شاغلاً خصوصاً بعد الحرب الإسرائيلية الأخيرة على لبنان، بهدف القضاء على حزب الله في تموز/يوليو 2006.
عندما نشبت الحرب أول الأمر نوقشت في الإدارة الأمريكية، وأبدى البعض تخوفهم من انتصار إيران، ودعوا إلى ضرورة خسارتها للحرب، جاءه الرد يجب أن يخسر الطرفان، وهذا ماحصل.
لايمكن إلحاق اللوم على طرف محدد واحد في هذه المأساة، ورغم الدور الأمريكي في التوطئة للانقلاب والإيحاء لصدام بأنه يخوض حرباً أمريكية، بدعم عربي، فإن إصرار الخميني على سقوط نظام صدام كان مراهنة في غير محلها، تسببت في قبوله آخر الأمر التوقيع على وقف إطلاق النار بقوله «إنني أوافق وكأنني أشرب السم». التخوف الكبير من قبل الملكيات العربية في الخليج من انتقال فكر الثورة ليهدد كراسيهم ساهم في غياب المنطق وإذكاء نار الحرب واستمرارها.

### تأثير ما بعد الثورة
يتفق معظم المراقبين على أن للثورة الإيرانية تراث مختلط.
دولياً ينظر إلى الثورة الإيرانية على أنها المسؤولة عن بدء حقبة الأصولية الخمينية، من حزب الله إلى تنظيم القاعدة إلى الجماعات الجهادية المتنوعة.
في إيران لقيت بعض أهداف الثورة العامة (خصوصاً القضاء على العلمانية والنفوذ الاميركي في الحكومة) نجاحات معقولة. في حين أن أهداف أخرى (مثل زيادة الحرية السياسية والمساواة الاقتصادية والاكتفاء الذاتي وتثقيف الجماهير، والنزاهة والفعالية والكفاءة في إدارة الحكومة) لم تلاق مصيراً مشابهاً.
التذمر من الاستبداد والفساد الذي انتشر في عهد الشاه وحاشيته يوجه الآن ضد «الملالي في إيران»، الخوف من البوليس السري السافاك حل محله الخوف من الحرس الثوري، على الرغم من بروز درجة من التمثيل الحكومي والانتخابات الديمقراطية في مرحلة ما بعد الثورة من حيث الهيكل السياسي، لكن البعض يتحدث عن انتهاكات لحقوق الإنسان في النظام الديني تزيد عما كان يحصل في عهد الملكية. التعذيب والسجن للمخالفين، وقتل كبار النقاد أمر شائع، بالإضافة على سوء وضع المرأة، واضطهاد الأقليات، وخاصة أتباع المذهب البهائي، الذي أعلن أنه بدعة. تم إعدام أكثر من 200 من أعضاء الطائفة البهائية وسجن آخرون في حين حرم الآلاف من فرص العمل، والمعاشات التقاعدية، والأعمال، وفرص التعليم.
لم يزدهر الاقتصاد الإيراني، الاعتماد على صادرات النفط لايزال طاغيا، دخل الفرد يتقلب مع سعر برميل النفط الذي انخفض إلى ربع ما كان عليه في عهد الشاه، وارتفعت البطالة بين السكان من الشباب.
نظام الالتحاق بالغرب أو التأثير الغربي ما زال يصعب إزالته، فهو يرجع من خلال الموسيقى والأفلام والفضائيات، لقد ساهمت الثورة في عزل إيران عن العالم، فنفيت من العالم الرأسمالي والعالم الشيوعي على حد سواء، محاطة بالعقوبات الاقتصادية التجارية من الولايات المتحدة الأمريكية، تم إلغاء هذه العقوبات عام 2016م.
منذ الثورة تطور النظام السياسي الداخلي، منذ سنة 1997، مع مستوى مرتفع نسبياً (مقارنة بالمنطقة) من استخدام إلى الإنترنت حيث بلغ عدد مستخدمي الإنترنت نحو 7.5 مليون وهو أمر يجعل من الصعب وقف هذا التطور الداخلي المستمر من الفكر السياسي والتنظيمي، ولكن الحكومة تعمل بدأب على حجب المواقع الإلكترونية السياسية والتحاليل الإخبارية الداخلية والخارجية.ومع مرور الوقت كسبت إيران الكثير من النجاحات السياسية والاقتصادية والعلمية واصبحت من الدول القوية في العالم